# Габриеле Д'Анунцио
Габриеле Д'Анунцио (на италиански: Gabriele D'Annunzio), роден Габриеле д'Анунцио (Gabriele d'Annunzio), е италиански писател, поет, драматург, военен, политик, журналист и патриот, символ на Декадентството (по-точно на течението на Естетизма) и прославена фигура от Първата световна война. През 1924 г. крал Виктор Емануил III му дава титлата „Княз на Монтеневозо“.
Наричан „Пророка“ (на итал. il Vate) (подобно на Джозуе Кардучи), певец на Умбертинова Италия, и също „Въображаемия“ (l'Immaginario), той заема водеща позиция в италианската литература от около 1889 до 1910 г. и през политическия живот от 1914 до 1924 г. Определян е като „изключителен и последен интерпретатор на най-устойчивата италианска поетична традиция“. Като политическа фигура оставя отпечатък върху епохата си и оказва значително влияние върху последвалите събития.
Неговото изкуство е толкова решаващо за масовата култура, че повлиява на обичаите и традициите, и не само, в Италия от неговото време: период, който по-късно е определен като Данунцианство.
Повечето му романи са издадени на български: „Наслаждение“ (Il piacere) – през 1918 и 1992 г., „Невинна жертва“ или „Невинният“ (L'innocente) – през 1919 и 1993 г., „Тържеството на смъртта“ (Il trionfo della morte) – през 1918 г., „Девственици“ (Le vergini delle rocce) – през 1912 и 1918 г. и „Джовани Епископо“ (Giovanni Episcopo) – през 1918 г.

## Биография

### Семейство и училищни години
Роден е на 12 март 1863 г. в град Пескара, Южна Италия, в семейния дом на бул. „Мантонè“ в квартал „Пескара Векия“, в богато буржоазно семейство. Третото от пет деца, Габриеле е щастливо дете, отличаващо се с интелигентност и жизненост. От майка си Луиза де Бенедиктис (1839 – 1917) взима фината чувствителност, а от баща си Франческо Паоло Рапаниета д'Анунцио (1831 - 1893) – темперамента.
През 1851 г. баща му законно добавя към своята фамилията „д'Анунцио“. Той я взима от Антонио д'Анунцио, женен за леля му по майчина линия Анна Джузепа Лоли, които го осиновяват. Антонио няма наследници и за това оставя наследството на семейство Камило Рапаниета и Рита Олимпия Лоли (дядото и бабата на Габриеле по бащина линия), които имат общо седем деца. Някои недоброжелатели спекулират, че името на писателя е Гаетано Рапаниета и че е сирак, осиновен от д'Анунцио; в действителност обаче баща му вече носи двойната фамилия Рапаниета д'Анунцио. Името „Габриеле“ навярно е избрано в чест на брата на Антонио д'Анунцио, загинал в морето. Що се отнася до фамилното име на бъдещия поет, във всички негови официални документи и извлечения от раждане той фигурира само като „д'Анунцио“, като не е ясно защо я няма двойната фамилия, включително оригиналната му фамилия.
Изпитва дълбока обич и преданост особено към майка си, която е запомнена в творбите му с нейната любов и загриженост. Връзката с баща му е по-конфликтна и той в много отношения прилича на него – мъж на удоволствията и разхищенията. Спомени за бащиното поведение, за чиято фигура писателят напомня във Faville del maglio и която се споменава в Poema paradisiaco, присъстват в романа му „Тържеството на смъртта“ (Trionfo della morte). Бащата обаче играе решаваща роля във формирането на Габриеле, полага голяма грижа за образованието на сина си, веднага разбира таланта му и му осигурява добри местни учители.
Габриеле има три сестри – Анна (1859 – 1914), Елвира (1861 – 1942) и Ернестина (1865 – 1938), с които е много близък през целия си живот, и един по-малък брат – Антонио (1867 – 1945). Антонио е диригент, който емигрира в САЩ, където преподава обой, но претърпява финансов крах по време на Икономическата криза от 1929 г. Габриеле му помага финансово с няколко заеми, но постоянните искания за пари го карат да прекъсне отношенията и да откаже среща с него във вилата си Виториале.
През 1874 г. 11-годишният Д'Анунцио напуска родния си град, за да отиде в известния пансион в Прато – Кралски колеж „Чиконини“, където остава до 18-годишна възраст, когато получава дипломата си за средно образование с пълно отличие. Учителите му го описват като подрастващ с голям гений, много отдаден на ученето и по-зрял от съучениците си. Младежът не закъснява да покаже амбициозния си характер, лишен от комплекси и задръжки, довел до състезателна конфронтация с реалността. Свидетелство за това е писмото, което пише на 16 години през 1879 г. до Джозуе Кардучи, най-уважаваният поет в Умбертинова Италия.
През 1879 г. баща му финансира издаването на първата му творба Primo vere – стихосбирка, издадена от Печатница „Ричи“ от Киети, която скоро има успех. През 1880 г. излиза второ преработено и допълнено издание. Тогава излиза и първата му новела – Cincinnato. Придружена от ентусиазирана рецензия в римското списание „Фанфула дела доменика“, стихосбирката е рекламирана от самия Д'Анунцио с трик: той разпространява фалшива новина за собствената си смърт от падане от кон. Новината успява да привлече вниманието на римската общественост към романтичния ученик  от Абруцо, превръщайки го в много обсъждан герой. Тогава самият Д'Анунцио опровергава фалшивата новина.
През 1881 г. във Флоренция той се запознава с Джизелда Дзукони, дъщеря на негов учител: текстовете на стихосбирката му "Canto novo" (1882) са посветени на нея. Той я нарича „Лала“ и обещава да се ожени за нея. След като завършва гимназия, придружен от непрекъснато нарастваща известност, се мести в Рим и се записва във Филологическия факултет, но не го завършва.

### Римски период (1881 – 1891)
Годините 1881 - 1891 са решаващи за формирането на Д'Анунцио. В контакта с особената културна и социална среда на Рим, наскоро станал столица на Кралство Италия, започват да се изграждат неговият изискан и комуникативен стил, неговата визия за света и сърцевината на неговата поетика. Добрият прием, който намира в града, е благоприятстван от присъствието в него на голяма група писатели, художници, музиканти и журналисти, произхождащи от Абруцо. С някои от тях той се запознава във Франкавила ал Маре, в бивш манастир, собственост на неговия сънародник и приятел Франческо Паоло Микети. Групата впоследствие кара да се заговори за „Византийски Рим“ по името на литературно-социално-художественото списание „Византийска хроника“, за което членовете ѝ пишат. Именно в редакцията на списанието Д'Анунцио се запознава с Джозуе Кардучи.
Провинциалната и виталистична култура, на която групата е носител, се струва на римската публика, която е все още далеч от интелектуалния кипеж, оживяващ другите европейски столица, една „варварска", вълнуваща и трансгресивна новост. Д'Анунцио успява перфектно да кондензира, със своя буен, изискан и виртуозен журналистически стил стимулите, които тази опозиция „център-периферия“, „природа-култура“ предлага на очакванията на читателите, жадни за нови неща.
През 1882 г. той публикува новелите „Terra Vergine” и стихосбирката „Canto novo”. В Рим живее в скромна стаичка на ул. „Боргоньона“, но е чест посетител на модните салони, където се говори за вече известния поет. Д'Анунцио трябва да се приспособи към журналистическата работа преди всичко заради икономическите си нужди. Той обаче желае да се впише в богатия Рим поради вкуса си към демонстриране на красота и лукс: през 1883 г. се жени за бременната от него Мария Ардуен, дъщеря на херцога на Галезе, против бащината ѝ воля. Тя му ражда трима сина: Марио (1884 – 1964), депутат (1929 – 1939), Габриеле Мария (1886 – 1945), актьор и режисьор, и Уго Вениеро (1887 – 1945), инженер и предприемач, от 1917 г. живеещ в САЩ. Двамата се развеждат през 1890 г. поради многобройните му изневери. 
През 1884 г. излизат новелите му от „Книга на девиците“ (Libro delle vergini). Дискусиите около публикуването на стихотворенията от „Intermezzo“, оценени от мнозина като откровено неприлични, бележат окончателното му скъсване с Кардучи, когото той по-късно определя като „учител противник“. Въпреки че се оплаква от журналистическата си работа, решаващи за него са именно преживяванията, претворени в елегантните му и изискани журналистически разкази. В тези ранни младежки години той използва псевдонима „Дука Минимо“ за статиите, които пише за вестник „Трибуна“, където е нает за светски хроникьор през 1884 г. Вестникът е основан от представителите на Историческата левица Алфредо Бакарини и Джузепе Дзанардели. Д'Анунцио остава там до 1888 г.
През 1886 г. излизат „Новели на Сан Панталеоне“ (Novelle di San Pantaleone) и стихосбирката „Изаота Гутадауро“ (“Isaotta Guttadauro”) в изискано илюстровано издание, което обаче няма очаквания успех.

Връзката му с бременната с третото му дете съпруга окончателно се разрушава, когато през април 1887 г. писателят страстно се влюбва в красивата и интелигентна Елвира Наталия Фратернали, по мъж Леони, която той нарича „Барбара“. С нея има 5-годишна връзка.
През 1888 г. напуска Рим и отива в Абруцо, във Франкавила, за да пише първия си роман „Наслаждение“ (Il piacere), издаден в България през 1992 г. Публикуването му от миланското издателство „Тревес“ през 1889 г. му носи голям успех. Тази творба, съсредоточена върху фигурата на декадентския естет, открива нова интроспективна и психологическа проза, скъсваща с естетическите канони на Натурализма и Позитивизма, преобладаващи по онова време. Наред с по-внимателните и културни читатели и почитатели около фигурата на Д'Анунцио скоро се създава огромна публика. Тя е не толкова повлияна от съдържанието на творбите му, колкото от формата им и от неговата личност. Става въпрос за една изпреварила времето си истинска система за създаване на звезди, за чието изграждане съзнателно работи и самият писател. Той изобретява един въображаем и крещящ стил на живот на „голяма звезда“, с който подхранва нуждата от мечти, мистерии, от „живеене на друг живот“, от култови предмети и поведения, които характеризират новата масова култура в Италия.
Веднага след излизането на романа, през лятото на 1889 г. той се заема с написването на романа „Непобедим“ (Invincible), останал незавършен, докато е в компанията на любовницата си Барбара в Сан Вито Киетино. Повикан е да отбие военната си служба в Алесандрийския кавалерийски полк.

### Неаполитански период (1891 – 1893)
Между 1891 и 1893 г. Д'Анунцио живее в Неапол. През 1891 г. излиза романът му „Джовани Епископо“ (Giovanni Episcopo). Същата година се запознава с Мария Ангуисола Гравина Круилас ди Рамака. Известно време разведеният писател „жонглира“ между нея и партньорката си Барбара и това може да се открие в някои стихотворения от този период. През 1893 г. Мария му ражда дъщеря, Рената, известна като „Чичуца“. Рената е Малката русалка в стихосбирката му "Notturno" и е погребана във вилата му Виториале дели италиани след смъртта си през 1976 г.
През 1892 г., след състезание с Фердинандо Русо относно способността на поета да пише текстове на неаполитански, Д'Анунцио създава текста на „A vucchella“ – песенен романс, публикуван през 1907 г. с музика на Франческо Паоло Тости. Песента, изпълнена от известни тенори като Енрико Карузо и по-късно Лучано Павароти, е записана и от велики изпълнители на неаполитанската песен като Роберто Муроло, които я превръщат в класика. Същата година излиза стихосбирката му „Римски елегии“ (Elegie romane).
През 1893 г. излизат „Райска поема” (Poema paradisiaco) и „Военноморски оди” (Odi navali). Бащата на Д'Анунцио умира и той наследява нови дългове. Установява се във Вила „Мамела“ във Франкавила, която обзавежда разкошно. Съжителството с Мария рядко е спокойно. Сега той има ново семейство, което трябва да издържа, бившата му съпруга го съди, за да получи издръжка, съпругът на Мария завлича двамата влюбени в съда, съдейки ги за изневяра. Но неаполитанският двугодишен период е за творец богат на културни придобивки и представлява повратна точка в кариерата му на писател, макар че това са години, които той определя като „прекрасна мизерия".
През 1894 г. излиза романът му „Тържеството на смъртта“ (Trionfo della morte), написан между Франкавила и Сан Вито Киетино. През 1896 г. творбата е преведена на френски. 
От този период е и първото му доближаване към писанията на Фридрих Ницше. Ницшеанските внушения, свободно филтрирани от чувствителността на поета, ще бъдат открити и в „Девствениците от скалите“ (Le vergini delle rocce, 1895) – поема в проза, където изкуството „...се представя като инструмент на една различна аристокрация, изграждащ елемент на един неподражаем живот, върховното утвърждаване на индивида и основният критерий на всяко действие“.

### Флорентински период (1894 – 1904)
През 1892 г. писателят започва епистоларна връзка с известната актриса Елеонора Дузе, с пет години по-голяма от него, с която започва основният сезон от живота му. Те се запознават лично през 1894 г. и веднага се влюбват. 
През 1895 г. пише програмата на новото римско списание „Конвито“, където излиза на части новият му роман „Девствениците на скалите“ (Vergini delle rocce). Среща се с Джовани Пасколи в Рим. През лятото отива на круиз до Гърция. Романът му „Наслаждение“ е преведен във Франция. През 1896 г. непосредственият резултат от пътуването му до Гърция също е преработката на стихосбирката "Canto novo". Пише пиесата „Мъртъв град“ ("Città morta") и започва романа „Огънят“ (Il Fuoco).
Именно през тези години се развива голяма част от драматургията му. Тя е доста новаторска по отношение на каноните на буржоазната драма или театър, доминиращи в Италия, и често има за отправна точка актьорската фигура на Дузе. Раждат се и най-добрите му поетични творби, голяма част от „Възхвали“ (Laudi), и сред тях върхът и шедьовърът на поезията му – „Алкион“ (Alcyone). Връзката му с Елеонора Дузе е отбелязана във Флоренция по оригинален начин. При раждането на флорентинския квартал Коверчано (построен точно в подножието на вилата на Д'Анунцио в Сетиняно), два важни пътни артерии в района са открити в памет на известните любовници, като също така осигуряват пресичането на тези улици.
През 1897 г. пише за Дузе пиесите „Сън в пролетно утро" (Sogno di un mattino di primavera) и „Сън в есенен залез“ (“Il sogno di un tramonto d’autunno”). През 1898 г. Сара Бернард играе в „Мъртвия град“ в Париж.
През 1897 г. желае да придобие политически опит, преживявайки го също, както всичко останало, по странен и сензационен начин: избран за депутат от Крайната десница, през 1900 г. той преминава в редиците на Крайната левица, оправдавайки се с известното твърдение „Аз вървя към живота“ в знак на протест срещу премиера Луиджи Пелу и „либертицидните закони“. Той също така оживено протестира срещу кървавото потушаване на броженията в Милано (т. нар. Moti di Milano) от генерал Фиоренцо Бава Бекарис. От 1900 до 1906 г. е много близък с Италианската социалистическа партия.
През 1898 г. пише пиесата „Джоконда“ за Дузе, с която се премества в Сетиняно в района на Флоренция. Там наема Вила „Капончина“ – старинна вила на семейство Капони, която  превръща в паметник на декадентския естетически вкус, определян от него като „животът на ренесансовия господар“. Отива в Египет с Дузе. През 1899 г. от Египет заминава за Гърция и на Корфу пише пиесата „Глория“. След завръщането си следва Дузе на турне из Италия. През септември е с нея в Швейцария, а през октомври – във Виена.
През 1900 г. на френски излиза романът му „Огън" и с Дузе е в Австрия и Германия. През лятото наема вила във Версилия, където се  посвещава преди всичко на писането на одите, включени по-късно във втората книга от поредицата – „Електра“ ("Elettra"). През 1901 г. продължава писането на поезиите за третата книга – „Алкион“ и одите от „Електра“, които в някои случаи чете публично. През лятото се завръща във Версилия, където пише „Франческа да Римини“ – драма в стихове, посветена на Дузе.
 

През 1902 г. обединява в един том селекция от младежки разкази от региона Абруцо  – „Новели от Пескара“ (Novelle della Pescara). През лятото наема Вила „Горети“ в Ромена в Казертино. Тук, освен голяма група сонети, събрани в „Електра“, той пише повечето от стихотворенията на „Алкион“ (Alcyone). В края на 1903 г. излизат втората и третата книга от „Оди“ (Laudi) – „Електра“ и „Алкион“, а през май 1903 г. първата, „Мая“ („Maia“), завършена много бързо. В нея има и „Поздрав към Учителя“ – стихове за почит към Кардучи („учителят противник“).
През лятото на 1903 г. в Нетуно Д'Анунцио пише пиесата „Дъщерята на Йорио“ (La figlia di Iorio), която първоначално възнамерява да посвети на Пасколи (на когото по-късно посвещава „Алкион“). През 1904 г. пиесата се радва на голям успех, но връзката му с Елеонора Дузе започва да се пропуква, особено след публикуването на романа „Огън“ (Il fuoco), в който поетът безмилостно описва връзката им и изневярата си с благородничката Алесандра Карлоти ди Рудини, бъдеща монахиня, която той нарича „Нике“ заради величествената ѝ красота. С нея той има връзка от 1904 г. Елеонора все по-трудно понася неспокойния характер и изневерите на писателя, на когото мисли, че е отдала всичко от себе си. Но Д'Анунцио я обича много: когато тя умира в Питсбърг през 1924 г., той пише вълнуващи страници и държи във вилата си Виториале, до бюрото си, заедно с образа на майка си и бюста на актрисата, върху която той слага шал. 
Новата му любовница Алесандра се мести при него във Вила „Капончина“, където начинът на живот се променя, белязан от необуздано изобилие и стремглаво въвличане в най-вихрен светски живот. По това време охолният живот на поета го кара да прахосва големите суми, получавани за публикациите му, които стават недостатъчни за покриване на разходите му. През 1905 г. писателят бди неотлъчно до болната от рак Алесандра. Въпреки че оживява, връзката им се разпада през 1906-1907 г.
През 1906 г. той се запознава с Джузепина Джорджи Манчини, съпруга на граф Лоренцо Манчини, която нарича „Джузини“ и „Амаранта“. Тя бързо измества Алесандра, но през 1908 г., разкъсвана от скрупули за изневярата си, постъпва в психиатрия. Д'Анунцио реконструира историята по свой начин в нещо като дневник Solus ad solam, публикуван в 1939 г., редактиран от самата Джузепина (която си възвръща психическото здраве през 1911 г.), и в романа „Може би да и може би не“ (Forse che sì, forse che no) – силно свидетелство за тяхното привличане.
През 1909 г. Д'Анунцио взима свидетелство за правоспособност за пилот на самолет.

#### Връзка с масонството
На 3 март 1901 г. той открива с Еторе Ферари – Велик майстор на масоните на Великия изток на Италия, Народния университет в Милано, в централата на улица „Уго Фосколо“, където изнася встъпителната реч и където впоследствие развива изключителна дейност от лекции и културни уроци. Приятелството с Ферари доближава поета до „свободното масонство“: Д'Анунцио всъщност е масон от 33-та степен на Шотландския стар и приет ритуал. По-късно е посветен в Мартинизма – инициационен път, чиято цел е вътрешното усъвършенстване на човешкото същество“ чрез повторното интегриране на човека в човека и на човека в божественото. Много от доброволците от Подвига от Фиуме са езотерици или масони и сред тях са по-специално Алчесте де Амбрис, Санте Чекерини, Марко Еджидио Алегри. Знамето на Регентството на Карнаро съдържа различни масонски и гностически символи, като уроборос и седемте звезди на Голямата мечка.

### Преместване във Франция (1910 – 1915)
През 1910 г., убеден от новата си любовница – певицата и преводачка от руски произход Натали дьо Голубеф, наречена „Донатела Крос“, Д'Анунцио се мести във Франция: той вече е натрупал редица дългове и за да избегне кредиторите, предпочита да напусне собствената си страна. Обзавеждането на вилата му е продадено на търг през 1911 г. и Д'Анунцио не се връща в Италия пет години. От този период датира връзката му с американската художничка Ромейн Беатрис Брукс, наречена „Чинерина“ – феминистка, лесбийка и в интимна връзка с брат си, както и със екстравагантната маркиза Мария Луиза Казати Стампа, наречена „Кора“, с около 20 години по-млада от него, подобно на него интересуваща се от черна магия и кокаин.
Д'Анунцио е добре познато лице в Париж, преведен е от Жорд Ерел и дебатът между декадентите и натуралистите вече е предизвикал значителен интерес у Жорис-Карл Юисманс. Това му позволява да поддържа своя разпуснат начин на живот, съставен от дългове и социални познанства, включително тези с Филипо Томазо Маринети и Клод Дебюси. Докато е далеч от Италия, той участва в предвоенния политически дебат, публикувайки стихове в прослава на Италианско-турската война, по-късно включени в Merope, и редакционни статии за различни национални вестници (по-специално за „Кориере дела Сера“), които на свой ред му дават други заеми.
През 1910 г. Д'Анунцио се присъединява към Италианската националистическа асоциация, основана от Енрико Корадини. В своите приноси той възхвалява волята за власт, противопоставяйки идеята си за нация на „дребната и пацифистка Италия“. Тогава излиза и романът му „Може би да, може би не“ (Forse che sì, forse che no), преведен и на френски.
След парижкия период той се оттегля във френския град Аркашон на брега на Атлантическия океан, където се посвещава на литературна дейност в сътрудничество с успешни композитори (Маскани, Дебюси) и пише оперни либрета („Мъченичеството на Свети Себастиян“ в сътрудничество с Клод Дебюси) и сценарии за филми („Кабирия“). През 1911 г. поставянето на „Сан Севастиян“ с Ида Рубинщайн в ролята на светеца води до осъждането на творбата от религиозните власти, които след това поставят всички романи и драми на Д'Анунцио в Индекса на забранените книги.
През 1912 г. пише за Пиетро Маскани трагедията „Паризина“ и публикува в 4 части във в. „Кориере дела Сера“ „Съзерцание на смъртта“ (Contemplazione della morte) в памет на смъртта на двама негови приятели: Джовани Пасколи и Адолф Бермон. Публикуването на „Искри“ (Faville) продължава с дългия мемоарен разказ „Спътникът с очи без мигли“ (“Il compagno dagli occhi senza cigli”), докато писателят предлага биографичната книга „Животът на Кола ди Риенцо“ (La Vita di Cola di Rienzo), към която слага голямо въведение: автобиографизмът на д'Анунцио започва да става открит и режисиран, вече не опосредстван чрез маската на измислени герои.
През 1913 г., с оглед на сътрудничеството си с Джакомо Пучини, той пише „Кръстоносния поход на невинните“ (La Crociata degli innocenti) – произведение между театъра в поезията, пантомимата и танца, по което е направен филм. Отново за Ида Рубинщайн пише “La Pisanelle ou le Jeu de la rose et de la mort”. Той предава епизодите на новелата „Леда без лебед” (Leda senza cigno) на в. „Кориере дела Сера”. Отново за театъра той пише драмата „Желязото“ („Il Ferro“), която ще бъде преведена на френски със заглавието „Chèvrefeuille“.
През 1914 г. участва в Англия в Купа „Ватерло“ за състезания с кучета. Но при избухването на войната напуска Аркашон и се мести в Париж, където започва да се застъпва за италианска намеса заедно с Антантата. Същата година отказва да стане Академик дела Круска, обявявайки се за враг на литературните почести и университетите. Всъщност той пише на болонеца, който му предлага професура: „Обичам откритите плажове повече от затворените училища, от които ви пожелава да се освободите“.

### Участие в Първата световна война (1915 – 1918)
През 1915 г. творецът се завръща в Италия, където отказва Катедрата по италианска литература в Болоня, заемана от Джовани Пасколи, казвайки, че познава „по-достойни форми на самоубийство“. Незабавно провежда интензивна интервенционистка пропаганда, като възхвалява мита за Рим и Рисорджименто и се позовава на фигурата на Джузепе Гарибалди. Тържествената реч, произнесена от него в генуезкия квартал Куарто дей Миле на 5 май 1915 г. по време на тържественото откриване на Паметника на хилядата, в рамките на внушителните демонстрации, състояли се в Генуа по повод празненствата за Първи май, бележи началото на наситена програма на интервенционистки изяви. Те кулминират в речите, държани в Рим през целия период преди влизането във войната, по време на т. нар. „Светли дни на май“ (на итал. Radioso maggio). С избухването на конфликта с Австро-Унгария, Д'Анунцио, въпреки че е на 52 години, получава правото да се запише като военен доброволец в Новарските копиеносци, като веднага участва в някои военноморски и въздушни демонстрационни действия. За известно време пребивава в Червиняно дел Фриули и Санта Мария ла Лонга – местности, близки до командването на Трета армия, начело на която е неговият почитател Емануил Филиберт Савойски, херцог на Аоста.
Дейността му по време на войната е предимно пропагандна, основана на непрекъснато движение от един корпус в друг като офицер за свръзка и наблюдател.
Получавайки книжка за Въздушен наблюдател през август 1915 г. той извършва полет над Триест заедно със своя командир и най-скъп приятел Джузепе Гарасини Гарбарино, пускайки пропагандни позиви. През септември 1915 г. участва във въздушно нападение над Тренто и през следващите месеци, на карсткия фронт, в атака, започнала на планинския релеф Монте Сан Микеле като част от битките при Изонцо. На 16 януари 1916 г., след аварийно кацане, е ранен на ниво слепоочие и дясна вежда при сблъсък със самолетна картечница. Раната, оставена нелекувана в продължение на месец, причинява загуба на окото, което той държи покрито с превръзка; също от този епизод той черпи вдъхновение да се определя и подписва като Едноокия ясновидец (l'Orbo viggente). След инцидента той прекарва период на възстановяване във Венеция, по време на който, подпомаган от дъщеря си Рената, пише лирическия сборник „Ноктюрно“ (Notturno). Творбата, изцяло посветена на спомени и размисли, свързани с преживяното от войната, излиза през 1921 г. След хоспитализацията, въпреки съветите на лекарите си, той се завръща на фронта: през септември 1916 г. участва в нападение на Пореч, а на следващата година с Трета армия в превземането на Велики и в кървавата битка при устието на река Тимаво по време на Десетата битка при Изонцо. На 12 януари 1917 г. френският полковник Дьо Гондрекур, упълномощен от френското правителство, награждава капитан д'Анунцио с Военен кръст. Орденът пристига заедно с писмото на ген. Луи Юбер Гонзалве Лиотей от 7 януари: „Капитане мой, щях да съм много горд, ако можех лично да поставя френския военен кръст на гърдите ви. Правителството с радост го връчи на великия италианец, който проповядва свещена война от върха на Капитолия и който със своя гений и ентусиазъм подтикна героичното издигане на латинските щитове срещу врага на нашата цивилизация и нашата раса. Френската армия също е щастлива да предложи своята върховна награда на войника, боеца, ранения, който не се поколеба да избере за непрестанната битка най-смелото и най-рисковано оръжие. Прегръщам ви обичайно с цялото си сърдечна симпатия.“

През август 1917 г., с пилотите Маурицио Паляно и Луиджи Гори и техния бомбардировач Caproni Ca.33, украсен с Асо пика, писателят прави три нощни нападения на Пола (3, 5 и 8 август). В края на месеца прави нисколетящи атаки на хребета Хермада със същия екипаж, ранен е в китката и се връща с пробития от 134 изстрела самолет. През септември възможността за извършване на жадуваното нападение над Виена изглежда реализирана. За тази цел с Палиано и Гори той извършва демонстрационен полет от 1000 км за 9 часа полет, но в последния момент съгласието за нападение е отказано. В края на септември се премества в Джоя дел Коле, като все още работи с Паляно и Гори, както и с лейтенант Иво Оливети, Казимиро Бутини, Джино Лиза, Мариано Д'Аяла Годой, Андреа Бафиле и военния кореспондент на Кориере дела Сера Гуелфо Чивитини, в Отряд A.R., командван от майор Армандо Армани, на бомбардировач Caproni Ca.33s и командващ 1-ва дивизия, за изпълнение на мисия върху военноморските съоръжения в залива на Котор. Начинанието е успешно завършено, отново с Паляно и Гори, в нощта на 4 октомври, летейки за над 500 км по морето, ориентирайки се само по компаса и звездите. В края на октомври, по време на битката при Капорето, той подбужда войниците, произнасяйки пламенни речи. През февруари 1918 г., качвайки се на Нападателна моторница 96 на Кралската флота, той участва във военноморския набег, наречен Подигравката с Бакар – действие, посветено на паметта на неговите колеги Паляно и Гори, загинали на 30 декември. Кацуло съобщава за епизод, в който поетът се опитва да ангажира италианските войски за чисто демонстративна операция, като поставя огромен трикольор върху замъка Дуино, разположен отвъд фронта, в посока Триест. Когато австрийците, знаещи за нахлуването, откриват огън, убивайки няколко италиански войници, Д'Анунцио принуждава останалите пехотинци да напреднат въпреки това, като нарежда на артилеристите да стрелят по тези, които са се предали, и сочи оцелелите, които бягат, като страхливци.
На 11 март 1918 г., с чин майор, той поема командването на 1-ва военноморска ескадрила SA на летището Сан Николо в Лидо ди Венеция, първия експеримент с въздушни торпедни лодки, наречен Въздушен отряд Сан Марко, и измисля мотото: Sufficit Animus („Смелостта е достатъчна“). Тази ескадрила е смесена, тъй като е съставена от разузнавателно-бомбардировъчни самолети (самолет SIA 9 B - четири самолета през 1-вата половина на 1918 г. и седем самолета през 2-рата половина на 1918 г.) и разузнавателни/изтребители (10 самолета Ansaldo SVA).
През август 1918 г., начело на 87-ма авиационна ескадрила „Серенисима", оборудвана с новия самолет SVA 5, той осъществява мечтата си: Полетът над Виена. На място на модифициран SVA, пилотиран от капитан Натале Пали, на 9 август той достигна столицата на Хабсбургите с формация от седем самолета, извършвайки полет от над 1000 км, почти всички летящи над територията, държана от врага. Акцията с изключително психологически и пропаганден характер се характеризира с пускането на хиляди позиви в небето на Виена с надписи, възхваляващи мира и края на военните действия. Ехото и резонансът от тази акция са огромни и дори врагът трябва да признае нейната стойност. До края на конфликта Д'Анунцио дава всичко от себе си в безброй бомбардировки на териториите, окупирани от австрийската армия, до последната битка в началото на ноември 1918 г.
В края на конфликта „той принадлежеше по право към поколението на асовете и много наградени...“ и проявената смелост, заедно с някои известни подвизи, в които той е главен герой, допълнително консолидират популярността му. Уволнява се с чин на подполковник, необичаен по онова време за запасен офицер (има три повишения за военни заслуги). През 1925 г. е удостоен с почетното звание на въздушен бригаден генерал. Награден е с един Златен медал за военна доблест, пет сребърни и един бронзов. 
В периода непосредствено след войната Д'Анунцио става носител на огромно недоволство, настоявайки на мита за „осакатената победа“ и искайки, в хармония с движението на бойците, обновяване на управляващата класа в Италия. Изразът „осакатена победа“ (на итал. vittoria mutilata) обобщава принципите на италианския Иредентизъм и Реваншизъм след Първата световна война. Той е създаден през 1918 г. от писателя и е приет от националисти, интервенционисти и ветерани, за да осъди липсата на всички териториални компенсации, на които според тях Италия има право след Първата световна война вследствие на Лондонския мирен договор и на условията на Примирието от Вила Джусти с Австро-Унгария. Същият климат на недоволство довежда до възхода на Бенито Мусолини, който между до 1922 г. довежда фашизма на власт в Италия.
По време на конфликта Д'Анунцио се запознава с японския поет Харукичи Шимой, който се е записал в Ардити – пехотна част на Италианската армия. От срещата на двамата войници-поети възниква идеята, промотирана от март 1919 г., за райда Рим-Токио, очевидно мирен, в който поетът първоначално иска да участва, но който е извършен от летеца Артуро Ферарин.

### Подвиг от Фиуме (1919 – 1921)
През септември 1919 г. Д'Анунцио, съюзник на паравоенна групировка, ръководи експедиция от „легионери", тръгнала от Ронки ди Монфалконе (преименувана през 1925 г. на Ронки дей Леджонари в памет на историческото начинание), за да окупира град Фиуме (днешна Риека), който победителите съюзнически сили не са присъдили на Италия. С този жест той достига върха на процеса на изграждане на своя личен и политически мит.
Във Фиуме, окупиран от съюзнически войски, през октомври 1918 г. вече е създаден Национален съвет, който се застъпва за присъединяване към Италия, с президент Антонио Гросич. Д'Анунцио с колона от доброволци (сред които е и лекарят Силвио Монтанарела, съпруг на дъщеря му Рената и бъдещ сенатор) окупира Фиуме и създава „Командване на италианската армия в Италианско Фиуме“. На 5 октомври 1920 г. се присъединява към бойния отряд на Фиуме.
Д'Анунцио, който е и командир на въоръжените сили на Фиуме, и неговото правителство одобряват Харта „Карнаро“ – временна конституция, написана от революционния синдикалист Алчесте де Амбрис. Тя е модифицирана отчасти от самия Д'Анунцио, който предоставя, заедно с различните приети закони и разпоредби за прилагане, множество права за работниците, пенсии за инвалидност, хабеас корпус, всеобщо избирателно право за мъже и жени, свобода на мнение, религия и сексуална ориентация, декриминализация на хомосексуализма, нудизма и използване на наркотиците, социална функция на частната собственост, корпоративизъм, местно самоуправление и обезщетенията за съдебни грешки, всичко това много преди други харти, конституционни от онова време. Към деветте оригинални части той добавя десета, съставена от т. нар. „най-нови хора“. Членове 503 и 504 очертават фигурата на „Командира" (самия Д'Анунцио), избран чрез явно гласуване, нещо като римски диктатор, действащ по време на война, който държи „върховната власт без обжалване“ и „съчетава всички политически и военни, законодателни и изпълнителни власти. Участниците в изпълнителната власт поемат от него длъжността на секретари и комисари“.
Някои твърдят, че Д'Анунцио е използвал репресивни средства за правителството на Фиуме, което предшества тези, използвани по-късно от фашистите. Има широко разпространено мнение, че използването на рициново масло като инструмент за изтезания и наказание на дисиденти е въведено от легионерите на Д'Анунцио, след което е възприето и прочуто от фашистките отряди. Други твърдят вместо това, че опитът е имал не само националистически конотации, но и доста ясни либерални и либертариански, и че поетът не е имал намерение да създаде лично управление, а само извънредно правителство с възможност за експериментиране с различни идеи, събрани в уникална политическа програма благодарение на своята харизма. Известно време Д'Анунцио гледа с любопитство към болшевиките, до такава степен, че на 27 и 28 май 1922 г. приема във Виториале Георгий Чичерин, съветският комисар по външните работи, който пристига в Италия за Генуезката конференция. Но през 1926 г. той обаче критикува съветското правителство.
На 12 ноември 1920 г. италианското и югославското правителство подписват договора от Рапало, който превръща Фиуме в свободен град. Д'Анунцио не приема договора и отказва всякакво посредничество, което кара правителството да се намеси със сила. Между 24 и 27 декември правителствените войски атакуват легионерите. Кратката война, определяна като Кървава Коледа, причинява множество смъртни случаи и бомбардировки на града. По времето на подвига от Фиуме Д'Анунцио нарича презрително бившия министър-председател Франческо Саверио Нити Кагоя. Свободният град Фиуме няма лесен живот. Дори след заминаването на д'Анунцио той е разтърсен от конфликта между автономисти и анексионисти, докато през 1924 г. градът не е анексиран от фашистка Италия.
Подвигът от Фиуме ще бъде споменато малко след превземането на града от Марсел Пруст в страница на „По следите на изгубеното време“, която има премиера на 11 декември 1919 г. в парижкия вестник „Матен“; страницата е заличена от окончателното издание на шедьовъра.

### Оттегляне в Гардоне Ривиера (1921 – 1938)
Разочарован от епилога на подвига от Фиуме, през февруари 1921 г. Д'Анунцио се оттегля за уединено съществуване във Вила „Каняко“ в Гардоне Ривиера, която купува няколко месеца по-късно. Вилата и прилежащата ѝ площ (общо 2 декара) до 1918 г. са собственост на зетя на Рихард Вагнер – Анри Тод, художествен критик, и в нея има около 6 хил. книги, мебели и картини. Преименувана на Виториале дели италиани (Vittoriale degli Italiani), площта е разширена от писателя до 9 декара и впоследствие вилата е отворена за обществеността. Тук той работи и живее с Луиза Бекарадо до смъртта си, като се грижи за мавзолей от спомени и митологични символи с театрален привкус, сред които собствената му личност е централната атракция. През 1923 г. Виториале е дарена на Италианската държава, при условие че тя трябва да предложи средствата за поддръжка на тази монументална сграда.
Д'Анунцио също се ангажира с растежа и подобряването на района: изграждането на крайбрежния път Гарняно - Рива дел Гарда (1929 - 1931) е силно желано от него. Той проявява личен интерес към него, утвърждавайки личния си престиж пред властите. Пътят, проектиран и изграден от инж. Рикардо Коцальо, бележи края на вековната изолация на някои градове на езерото Гарда и по-късно е класифициран като от път национален интерес с името Strada Statale 45 bis Gardesana Occidentale. Самият Д'Анунцио, присъстващ на откриването на пътя, го кръщава с името Меандър, поради неговата криволичност и редуването на тъмни тунели и синьо езеро.
Писателят популяризира спортни дейности, включително състезания с моторни лодки и хидроавиация: сред тях са Купата на Бенако, стартирана с призива, който той пише – стихотворението „За купата на Бенако“ (Per la coppa del Benaco) от 21 август, оспорвана на 24 септември 1921 г. в Гардоне Ривиера. За повода поетът дарява сребърна купа, дело на скулптора Ренато Броци, посветена на паметта на загиналите му колеги летци.
Другото спортно събитие, спонсорирано от Д'Анунцио, е през юни 1931 г. – Международната среща за моторни лодки (или Втора международна среща). „Мис Англия II“ – лодката, управлявана от Кей Дон, в опит за летяща миля, достига до 160 км/ч. Езерото Гарда става, преди всичко благодарение на очарователния призив на Д'Анунцио, спортната зала на най-големите световни шампиони, включително англичанина Хенри Сегрейв. Сегрейв загива на 13 юни 1930 г. по време на състезание с моторни лодки във водите на езерото Уиндърмиър и неговата памет вдъхновява Д'Анунцио в Coppa dell'Oltranza, както и в това да счита за свещен волана на състезателя, който е изложен в Залата на реликвите във Виториале.
След анексирането на Фиуме Д'Анунцио е удостоен с благородническата титла - Княз на Монтеневозо (1924) от краля на Италия и Мусолини. Титлата е добре дошла за твореца, който в сърцето си винаги е подхранвал аристократични амбиции. 
През 1925 г. носът на кораба „Пулия“ пристига във вилата му Виториале, който Д'Анунцио получава като подарък от адмирал Таон дьо Ревел, началник-щаб на флота от 1918 г. Корабът е поставен в скалата сред хълмовете на Виториале.

#### Д'Анунцио и фашизмът
Връзката му с фашизма е предмет на сложен дебат сред историците. Фашизмът винаги възхвалява Д'Анунцио като свой политически и литературен предшественик. Писателят, след първоначално членство в Италианския съюз на борбата, никога не взима членската карта на Националната фашистка партия, вероятно за да запази своята автономност.
През 1919 г. Мусолини инициира чрез своя вестник „Пополо д'Италия“ обществена подписка за финансиране на Подвига от Фиуме, с която събира почти 3 млн. лири. Първи транш пари в размер на 857 842 лири е доставен на Д'Анунцио в началото на октомври, а още пари му са дадени по-късно. Голяма част от събраните пари обаче не са му дадени и Мусолини е обвинен от двама редактори, че ги е отклонил за финансиране на изграждането на фашистки отряди и за собствената си партия с оглед на близките италиански общи избори през 1919 г. За да противодейства на обвиненията, Д'Анунцио изпраща писмо до Мусолини, в което публично удостоверява пълномощията си. Поетът удостоверява, че част от събраната сума е била използвана за финансиране на ескадрилите в Милано.

Д'Анунцио, заедно с Филипо Томазо Маринети, е един от първите подписали Манифеста на фашистките интелектуалци, публикуван на 21 април 1925 г. Депутатът-социалист Тито Дзанибони, по-късно известен с организирането на покушение срещу Мусолини на 4 ноември 1925 г., съобщава на вестник „Мондо“ новината, че Д'Анунцио в писмо, адресирано до легионер от Фиуме, е написал критично по въпроса. 
- Писмото на Д'Анунцио до Мусолини
- Стр. 1
- Стр. 2
- Стр. 3

През 1937 г. е избран за президент на Италианската академия, но никога не ходи да председателства събрание (назначаването е почти наложено от Мусолини с опозицията на Д'Анунцио). Д'Анунцио е също така почетен президент на Италианското дружество на авторите и издателите (SIAE) от 1920 до 1938 г. За мнозина Дучето, страхувайки се от популярността и независимата личност на поета, се опитва решително да го отстрани, обсипвайки го с почести. Мусолини идва да го финансира с редовна държавна помощ, която му позволява да покрие многобройните си дългове; в замяна Д'Анунцио избягва да изразява твърде много презрението, което изпитва към превръщането на фашисткото движение, на което се възхищава, в диктаторски режим.
Със сигурност писателят е неудобен: вечерта на 13 август 1922 г., три месеца преди Похода срещу Рим, Д'Анунцио пада от прозореца на вилата си, рискувайки живота си (историята е наречена „Полетът на архангела“) и наранявайки главата си. Някои говорят за атака, планирана от Премиера Франческо Саверио Нити или дори от фашистите.
Италианският историк Ренцо Де Феличе заявява, че тогава Д'Анунцио е поставен под контрола на фашистки агенти, също като се имат предвид добрите отношения на поета с представители на либертарианския, социалистическия и революционен свят, включително с бившия легионер на Фиуме и след това социалист Алчесте де Амбрис (който доближава националиста Д'Анунцио до революционния синдикализъм) и с политика Алдо Финци, ляв фашист (по-късно антифашистки партизанин), който участва с писателя в полета над Виена. Вместо това антифашистите Джовани Басанези и Лауро де Босис (Д'Анунцио е бил част от литературния кръг на баща му Адолфо) искат да подражават именно на полета над Виена в своите пропагандни начинания над Милано и Рим. Антонио Грамши се опитва да се срещне с поета през април 1921 г., за да предложи политическо споразумение с легионерите на Д'Анунцио, които в своя статия няколко месеца по-рано той се е опитва да разграничи от фашистите, характеризирайки последните като „богати млади хора, мързеливи студенти, професионалисти, бивши резервни офицери, живеещи от доходи, и т..н.“, докато сред легионерите има много от „онези, които вместо това усещат трудностите на общата икономическа криза“. Д'Анунцио обаче не го приема и след напразно чакане три дни в хотел в Гардоне Ривиера Грамши си тръгва.
През 1937 – 1938 г. Д'Анунцио се противопоставя на сближаването на Фашистка Италия с нацисткия режим, като още през юни 1934 г. заклеймява Адолф Хитлер като „свиреп клоун“, „страхливец с неблагородно лице, замъглено под незаличимите пръски от варова боя за лепило“, „нелепият нибелунг, гримиран като Шарло“, „Атила, бояджия“. Започвайки от този период, Д'Анунцио започва да пропагандира необходимостта от завършване на Иредентизма с нов „подвиг от Фиуме“ в Далмация. Мусолини и Акиле Стараче го поставят тайно под строг надзор, без да вярват на него и на неговите начинания.
Влиянието му върху италианската и европейската култура през първите десетилетия на ХХ век е неоспоримо. Винаги внимателен към движенията на младите хора, той е сред най-големите вдъхновители на Фондако ди балданца (римска група от млади интелектуалци), на Италианската университетска федерация и на Фионда – студентска асоциация и издателство.

### Смърт
Здравето му започва да се влошава. Д'Анунцио продължава да посреща многобройните си любовници, но въпреки непокътнатата си харизма и чар, които неговият мит упражнява, той ги чака в нощницата си или на полумрак, за да скрие остарялата си физика. Той получава фотофобия след нараняването на окото си през 1916 г., често е в полумрак, покривайки прозорците, изложени на пряка слънчева светлина, със завеси (които все още са видими във Виториале). Той често използва стимуланти (като кокаин), различни лекарства и болкоуспокояващи, все още видими в шкафчетата във вилата му.
На 1 март 1938 г., в 20:05 часа, 74-годишният писател умира във вилата си от мозъчен кръвоизлив, докато е на бюрото си. На него е отворен Алманахът „Барбиера“ с изречение, подчертано от него в червено, обявявайки смъртта на една личност. Изследователят Атилио Маца твърди, че поетът може да е починал от свръхдоза наркотици, случайно или доброволно, след период на депресия. Той е писал на приятелката си Инес Прадела няколко месеца по-рано: „Фиамета, днес страдам от един от онези фатални пристъпи на меланхолия, които ме карат да се страхувам от себе си; тъй като е предопределено да се самоубия. Ако можете, елате да ме пазите.“ В автобиографичния си дневник Тайната книга (1935 г.) Д'Анунцио кара да се разбере, че случайното му падане през 1922 г. е опит за самоубийство. Медицинското свидетелство за смъртта, написано от д-р Алберто Чезари, главен лекар на болница Сало, и от д-р Антонио Дузе, лекуващ лекар на поета, все пак формализира смъртта от естествени причини.
След като чува новината за смъртта на поета, Мусолини, както съобщава Галеацо Чиано в неговите Дневници, казва, че изпитва чувство на „празнота“ и че поетът „е представлявал много в живота му“ – думи, които попадат в сложната връзка на Дучето с Пророка, като Дучето кара да наблюдават Пророка и в частни разговори го нарича „стария грохнал бард“.
На държавното погребение, искано в негова чест от фашисткия режим, народното участие е впечатляващо. Ковчегът е увит в знамето на Тимаво (река, която тече между Италия, Словения и Хърватия). По този начин желанието, което Д'Анунцио изразява от 1922 г., е удовлетворено: „Свалете ми превръзките. Отвържете ми очите. Не искам болничния лист, бледия болничен лист. Искам знамето на Тимаво, лабарумът на пехотинец, плащеницата на жертвата да ме покриват само…“ Ковчегът му е последван от „…безбройната тълпа от бивши легионери, почитатели, поклонници на неговата слава и известност…“. Погребан е в Мавзолея на Виториале.

## Местата на Д'Анунцио
Има много места, посетени от Габриеле Д'Анунцио, сред които Ортона, Сан Вито Киетино, Тоскана, Флоренция, Сетиняно, Рим, Неапол, Венеция и други места в чужбина. Някои от тях са описани от поета в творбите му „Наслаждение“, „Primo vere“, „Canto novo“, „Огънят “, „Приказките от Пескара“ и „Тържеството на смъртта“, в трагедиите „Дъщерята на Йорио“ и La fiaccolata sotto il moggio, и в колекцията в няколко тома „Възхвалите на небето, морето, земята и героите“ (Laudi del cielo, del mare, della terra e degli eroi).

### Места в Абруцо
- Пескара: писателят е роден на бул. „Мантонé“, в най-старата част на града. В първата проза на Terra Vergine - San Pantaleone, по-късно обединена в сборника „Новелите на Пескара“ (Le novelle della Pescara, 1902), той разказва истории в реалистичен стил, развиващи се както в Пескара, така и във вътрешността на страната. Градът е описан като бедно и нездравословно място, с прости и груби хора. Вместо това новият район на Пескара – Кастеламаре Адриатико е кварталът на богатите и високопоставени, които често влизат в конфликт с Пескара, както се разказва във „Войната на моста" (La guerra del ponte).

- Франкавила ал Маре: Около 1899 г. художникът Франческо Паоло Микети купува изоставен манастир, по-късно известен като Манастир „Микети“, и скоро се превръща в място за срещи на художници и писатели от Абруцо. Д'Анунцио често намира убежище в манастира, за да избегне различни разсейвания, често любовни. Въпреки това той вече посещава брега на Франкавила от 1882 г., както демонстрира в стихосбирката са Canto novo, разказвайки за любовта си с Елда Дзукони. „Вила Скифаноя“ е въображаемо място във Франкавила, където Д'Анунцио поставя част от романа си „Наслаждение“ в книга II.

- Гуардиагреле: В романа „Триуф на смъртта“ (Trionfo della morte) той се спира на емоционалното описание на града, който е обърнат към планината, чудейки се как такъв красив град може да стане жертва на покварата на упадъчните благороднически класи и на народното суеверие. От една страна възвеличава архитектурата на Абруцо, особено символичната каменна катедрала, от друга – не толерира почти животинското  поведение на населението.

- Коста дей Трабоки: Отново в „Тържеството на смъртта“ Д'Анунцио се спира на дивата красота на театинското крайбрежие, като пише за престоя си в Сан Вито Киетино и черпи вдъхновение от любовна афера с Барбара Леони през 1899 г. Абатството на Фосачезия е описано в романа по време на религиозно поклонение до близкия Казалбордино, до Светилището на Мадона дей Мираколи, където Д'Анунцио отново смесва преценката на естественото внушение и ужаса от бруталното и зверско поведение на поклонниците. Поклонението до Казалбордино е описано в кореспонденцията му с Леони, фокусирайки се върху катастрофалното физическо и психическо състояние на болните поклонници, които отиват да молят за милост от Мадоната.
- Ортона: В началото на 1900 г. Д'Анунцио посещава града и се спира на описанието на внушението за града с изглед към морето, смятан от самия него за „Перлата на Адриатика“.

### Други места
- 1882 – Вилачидро, където посещава водопада Са Спендула и пише стихотворение, публикувано на 21 май 1882 г. в „Капитан Фракаса“
- Атина, Коринт, Микена на обиколка в Гърция през 1895 г. Д'Анунцио е очарован от археологическите открития на Хайнрих Шлиман и черпи вдъхновение за трагедията „Мъртвият град“ (La città morta, 1896).

- Флоренция: посетена с Елеонора Дузе
- Сетиняно (Флоренция): Вила „Капончина“, където живее с Елеонора Дузе. Д'Анунцио написва романа „Огъня“ (Il fuoco) и третата книга на „Хвалебствия на Алкион“ (Laudi dell'Alcyone) около 1900 г. Около Флоренция, в Централна Италия, през същия период поетът пътува, за да напише частите от „Градовете на тишината“ (Città del Silenzio) в Elettra (1903 г.).

- Рим: Палат „Дзукари“, Площад „Испания“, хълмът Пинчо, където живее с Барбара Леони. Палат „Дзукари“е резиденцията на главния герой Андреа Сперели от романа „Наслаждение“ (Il Piacere, 1889).
- Венеция: Площадът „Сан Марко“ е описан в  „Огънят“ (Il fuoco). Д'Анунцио отива там около 1900 г.
- Венеция: Малката червена къща на Канал Гранде, където поетът подготвя Подигравката с Бакар, бягството до Виена и подвига от Фиуме. Той е луксозен квартирант и пазач на обзавеждането на австрийския принц Фриц фон Хоенлое. Въпреки че епизодът със залива Бакар е със значителна военна неуместност по отношение на последствията, ехото му има ефект на съживяване на морала на Италия, подложен на сериозно изпитание от сериозното поражение при Капорето няколко месеца по-рано.[79]
- Лидо ди Венеция: Летище „Венеция Лидо“ и плажът.

- Неапол: посетен с политика Паскуале Машантонио. Там той публикува романа „Невинният“ (L'Innocente) през 1892 г., издаден в България през 1993 г.
- Париж: центърът, където живее в изгнание през 1912 - 1914 г.
- Аркашон в Жиронд (Франция).
- Залив Бакар (дн. Хърватия), където той прави „подигравката" през 1918 г.
- Куарто дей Миле: генуезки квартал, където произнася празнична реч на 5 май 1915 г. по време на тържественото откриване на Паметника на хилядата, в рамките на внушителните демонстрации, състояли се в Генуа по повод празненствата за Първи май. Това бележи началото на наситена програма от интервенционистки изяви.
- Ронки дей Леджонари: през септември 1919 г. Д'Анунцио, съюзник на паравоенна групировка, ръководи експедиция от легионери, тръгнала от Ронки ди Монфалконе (преименувана през 1925 г. на Ронки дей Леджонари в памет на историческото начинание), за да окупира град Фиуме, който победителите съюзнически сили в Първата световна война не са присъдили на Италия.
- Фиуме (Риека) (Хърватия): окупиран от него град през 1920 г.
- Гардоне Ривиера: Виториале дели италиани (Vittoriale degli Italiani), където живее през последните си години от 1922 до 1938 г. Това комплекс от сгради, улици, площади, открит театър, градини и водни пътища, построени между 1921 и 1938 г. на езерото Гарда от страната на Бреша. Комплексът е поръчан от Д'Анунцио, който е погребан там и който поверява проекта на архитекта Джанкарло Марони, така че мястото да представлява спомена за „неподражаемия живот" на поета-войник и за подвизите на италианските войници през Първата световна война. Виториале е паметник, отворен за обществеността и посещаван от хиляди хора всяка година.

## Творчество
Литературната продукция на Д'Анунцио е отпечатана изцяло между 1927 и 1936 г. от национален институт, създаден специално под егидата на Италианската държава за публикуването на неговата Opera Omnia (пълно творчество). Поетът активно сътрудничи на реализацията на амбициозния проект, като сътрудничи на издаването на издание с меки корици (L'Oleandro), което следва предишното, създадено също приживе, между 1931 и 1937 г. Веднага след това, след неговата смъртта, т.е. между 1939 и 1942 г., Фондация „Виториале дели италиани“ организира почти изцяло препечатване на продукцията на Д'Анунцио: 42 тома от общо 46 (последните четири не излизат поради добре известните военни събития, които опустошават Италия през 1943 г.). След Втората световна война ценното издание на Opera Omnia, което се появява от 1950 г. в Съвременни италиански класици (Classici Contemporanei Italiani) от Издателство „Арнолдо Мондадори“, заслужава специално внимание.

### Романи
Д'Анунцио групира своите романи в три цикъла: 
- „Романи на розата“ („Наслаждение“, „Невинният“, „Тържеството на смъртта“), представящи усилието за преодоляване на чувствеността, пред което обаче героите отстъпват (респективно Андреа Сперели, изтънчен художник, покорен от любовта си към Елена Мути; Тулио Ермил, който въпреки човешката милост ще убие невинното дете, родено от афера със съпруга; Джорджо Ауриспа, доминиран от похотта)
- „Романи на лилията“, които представляват пречистването от страстта: той пише само „Девствениците от скалите“, чийто главен герой, Клаудио Кантелмо, не е сигурен сред три момичета кое ще бъде достойно да създаде бъдещия свръхчовек –регенератор на латинския род
- „Романи на нара“, символ на преродената воля: той пише само „Огънят“, в който главният герой Стелио Ефрена получава вдъхновение за своята театрална работа от младата Фоскарина.

Извън трите цикъла са романите „Джовани Епископо“, повлиян от психологизма на руската художествена литература (по-специално Фьодор Достоевски), и „Може би да, може би не“, който издига героичния мит за авиацията.

#### Романи на розата (Romanzi della rosa)
- Il piacere (1889)
Наслаждение, София: изд. „Гутенберг“ (1918); София: изд. „Цвят“ (1918) ;  София: изд. „Дамян Яков“ (1992), прев. Христо Д. Максимов
- L'innocente (1892)
Невинна жертва, библ. „Отбрани романи“, кн. 5, София: изд. „Цвят“ (1919), прев. Стоян Н. Коледаров;  Невинният, изд. „Касталия“ (1993), прев. Васил Николов
- Il trionfo della morte (1894)
Тържеството на смъртта, София: изд. „Гутенберг“ (1918), прев. Ю. Циганчева-Хаджиева

#### Романи на лилията (Romanzi del giglio)
- Le vergini delle rocce (1895)
Девственици, Библ. „Живот“, кн. 8 (1912, 1918), прев. от руски Стефан Ст. Гидиков

#### Романи нa нара (Romanzi del melograno)
- Il fuoco (1900)

#### Самостоятелни
- Giovanni Episcopo (1892)
Джовани Епископо, София: изд. „Цвят“ (1918), прев. Д. Хр. Максимов
- Forse che sì, forse che no (1910)

### Сборници
- Terra vergine (1882) – 11 разкази
- Il libro delle vergini (1884) – 4 разказа
- San Pantaleone (1886) – новели
- Le novelle della Pescara (1902) – 6 тома с новели и разкази, вдъхновени от Джовани Верга
Пескарски новели, София: изд. „Гутенберг“ (1918)
- Prose scelte (1906)
- Contemplazione della morte (1912) – 4 прозаични текстове
- Le Faville del maglio (1911-1914) – сборник с лирическа проза
- Notturno (1921) – сборник с лирическа проза
поема „Александър Скрябин” от стихосбирката, сп. „Хиперион“ (2, 2), 1923, прев. Боян Дановски
- Лодкар и други разкази – сборник, София: изд. „Гутенберг“ (1918)
- „Тото“ – разказ, в: Канделора: Италиански разкази, Всемирна литература, n. 7 (1938)
- „Раклата“ – разказ, в сп. „Съвременна илюстрация“, (1910), прев. Константин Мутафов
- „Погребално бдение“ – разказ, в сп. „Свобода“ (1910)
- разкази „Мъченик“, „Камбаните“, „Погребално бдение“, „Раклата“, „Сребърната лъжица“, „Делфин“, излезли в началото на 20. век в списанията „Искра“, „Извор“, „Нов преглед“, „Съвременна младеж“ и „Живот“

### Други
- Vita di Cola di Rienzo (1913) – биография на Кола ди Риенцо
- Il libro segreto di Gabriele D'Annunzio (1935) – автобиографичен дневник
- Solus ad solam (1939) – дневник

### Лирика
- Primo vere (1879) – първа стихосбирка
- Canto novo (1882) – стихосбирка от 63 произведения, посветена на Джизелда Дзукони
- Intermezzo di rime (1884) – стихосбирка
- Isaotta Guttadauro (1886) – стихосбирка, през 1890 г. разделена на L'Isottèo и la Chimera
- Elegie romane (1892) – стихосбирка
- Poema paradisiaco (1893) – завой към Декадентството и поезията на здрача
- Odi navali (1893)
- Laudi del cielo, della terra, del mare e degli eroi – серия от 5 книги: Maia - Laus vitae, Elettra, Alcyone, Merope (Canti della guerra d'oltremare) и Asterope (Canti della guerra latina)
- лирическа творба в Антология за морето: Из творчеството на големите поети, Задружен труд (1938)

### Драматургия
- Sogno di un mattino di primavera (1896)
Сън в пролетно утро, Поредица „Съвременни романи“, n 5, София: изд. „М. Пандев“ (1909), превод: Георги Попов и Панев; София: изд. „Живот“ (1911)
- Sogno d'un tramonto d'autunno (1897)
- La Gioconda (1898), трагедия
- La città morta (1898), трагедия
Мъртвият град, София: сп. „Библиотека“ (1903), прев. Константин Мутафов
- La gloria (1899), трагедия
- Francesca da Rimini (1902), трагедия, за Франческа да Римини
- La figlia di Iorio (1904), пасторална трагедия
Дъщерята на Йорио, София: изд. „Хемус“ (1919), прев. Константин Мутафов
- La fiaccola sotto il moggio (1905), трагедия
- Più che l'amore (1906), трагедия
- La nave (1908), трагедия
- Fedra (1909), трагедия
- Martyre de Saint Sèbastien (1911), мистерия, с Клод Дебюси
- Parisina (1913), лирическа трагедия
- La Pisanelle, ou Le jeu de la rose et de la mort (1913), комедия
- La crociata degli innocenti (1913), мистерия в 4 действия
- Il ferro (1914), драма в 3 действия

## Извори за въображението на Д'Анунцио

### Френска литература
Понякога богатството, на което се радва един автор, е резултат от съзнателни избори, от стратегическа способност да се постави в центъра на културна система, която може да му гарантира най-добрите възможности, които времето му може да предложи. Д'Анунцио започва да „въобразява“ себе си като поет, четейки Джозуе Кардучи в гимназиалните си години. Но неговата чувствителност към трасгресивността и неговият успех от 1885 г. го карат да изостави модела на Кардучи, вече станал провинциален и остарял в сравнение с това, което се пише и обсъжда във Франция, люлката на най-напредналите авангардни течения - Декадентството и Символизма. Неговият вестник му гарантира пристигането на всички парижки литературни списания и чрез дебатите и рецензиите в тях Д'Анунцио успява да планира своите четения, като улавя кулминационните моменти от литературната еволюция на времето.
Така той се среща с Теофил Готие, Ги дьо Мопасан, Макс Нордау и най-вече Жорис Карл Хюйсманс, чийто роман À rebours съставлява европейския манифест на Декадентския естетизъм. В по-общ смисъл изборът на Д'Анунцио е обусловен от утилитаризъм, който го тласка не към това, което може да представлява модел на „висока", идеална, абсолютна стойност, а към това, което се поддава на незабавна и безскрупулна повторна употреба, в светлината на това, което са неговите цели за икономически и световен успех.

### Немска философия и витализъм
Д'Анунцио не се колебае да „ограби" онова, което поразява въображението му и което съдържа онези елементи, полезни за задоволяване на буржоазния и същевременно елитарен вкус на „неговата публика". От друга страна, като демонстрация за единния характер на „света на Д'Анунцио“, е показателен фактът, че той използва по същия начин и философската мисъл, особено немската.
Сред най-четените съвременни философи в Европа през 1880-те и 1890-те г. несъмнено са Шопенхауер и Ницше. Преди всичко от Ницше писателят черпи някои важни идеи и причини за подхранването на една вселена от чувства и ценности, които винаги са му принадлежали, и един континент (Европа), развълнуван от ветровете на националистически кризи, предвестници на Голямата война.
Много се е обсъждало относно предполагаемото изопачаване на философията на Ницше от Д'Анунцио, но в действителност подобни изкривявания нямат причина да съществуват. Откриването на Ницше всъщност не става на идеологическо ниво, а приема формата на литературно внушение. Тревогите на поета всъщност са от художествено, а не от философско естество. От друга страна мисълта на Ницше, въпреки че понякога е обект на родово прилепване от Д'Анунцио, никога не е органично развита в творенията на поета, който освен това никога не претендира да я интерпретира. По-специално, преработката на фигурата на Свръхчовека от Д'Анунцио се извършва според лична визия и чувствителност, които не са тези на немския философ. Изисканите естети, които населяват романите на Д'Анунцио, са далеч от Ницшеанския свръхчовек, който постига превъзходно познание чрез преследване на лично пътуване и сурова житейска дисциплина.
Д'Анунцио, въпреки че се обявява за атеист в младостта си, е очарован от различни религиозни култури, както от езичеството и християнството (по-специално от францисканството), така и от окултизма и пантеизма, тълкувани по много личен начин, и следователно не заимства от Ницше аспектите на нихилизма, извлечени от концепцията за смъртта на Бога, провъзгласена от философа. След като възприема агностична визия в религиозната област, като тази на неговия колега Джовани Пасколи, той вероятно се доближава до вярата през последните години от живота си. Оттук и неговият панизъм (много дълбоко възприемане на външния свят, особено по отношение на природните пейзажи, което създава сливане между природните елементи и човека) и неговият витализъм, които проникват в цялата му работа: жизненият и чувствен стремеж, който тласка Свръхчовека-естет към пълно познание и сливане в света и в природата.

### Нови наративни модели
Изборът на нови наративни и преди всичко езикови модели - основен елемент в продукцията на Д'Анунцио, също, и може би преди всичко, включва внимание към новите идеологии. Това благоприятства изместването на значението на образованието и обучението, което позитивистката култура приписва на фигурата на учения, към тази на твореца, който се превръща в истинския „човек - представител“ от края на 19 – началото на 20 век: „това е по-скоро творец, който смесва термините, отколкото сякаш се изключват един друг: да синтезира времето си, да не спира на формулата, а да създава живот".

### Любов към Елеонора Дузе
Безскрупулността и нарцисизмът, сантименталните изблици и отношението, продиктувано от чиста пресметливост, също са в основата на отношенията на Д'Анунцио с многото жени в живота му. Тази, която със сигурност повече от всеки друг представлява за писателя сложен възел от чувства, импулси и изкуствени възможности, е Елеонора Дузе, международно известната актриса, с която той се свързва от 1898 до 1901 г. Всъщност, няма съмнение, че новият му интерес към театъра и драматургичната продукция в проза (Сън в пролетна утрин, Мъртвият град, Сън в есенен залез, Джокондата, Славата) и в поезията (Франческа да Римини, Дъщерята на Йорио, Факлата под шиника, Корабът и Федра). През същите тези години тосканската земя вдъхновява поета в живота на „ренесансов господар сред кучета, коне и красиви мебели“ и литературна продукция, която представлява най-високата точка, достигната от Д'Анунцио в поетичния му репертоар.

### Поетика
Поетичният път на Д'Анунцио, започнал рано с Primo vere (1879) – стихосбирка нелишена от интерес, вдъхновена от творчеството на Джозуе Кардучи, намира своята първа изразителна автономия в стихосбирката Canto novo, където някои компоненти вече ясно започват да се очертават като основни елементи на неговото изкуство:
- способността да асимилира и преработва най-разнообразни внушения и стимули в напълно лични форми, идващи както от историята и митологията, така и от съвременните литературни и философски течения;
- виталистичната и чувствена визия за реалността от класически или клонящ към класическия тип
- разработването на език, чийто блясък и скъпоценност впечатлява и съблазнява и сам по себе си е неразделна част от един поетичен свят, изразен от изящна и изтънчена чувствителност.

Тези компоненти са доразвити и изследвани в следващите му стихосбирки и по-специално в Elegie romane (1892), характеризиращи се с еклектичен привкус от декадентска тип, в който прозират най-разнородни видове звучене – от Овидий до Данте и Петрарка, от Гьоте (който тук съставлява модела за Д'Анунцио за метриката) до Алджернън Чарлз Суинбърн.
През 1903 г. са публикувани първите три книги на „Възхвали“ (Laudi), които според много критици представляват най-висшият момент в изкуството на Д'Анунцио и може би най-известната му и прочута творба в стихове. По-специално в „Алкион“ (Alcyone) са отразени най-щастливите моменти от неговото паническо потапяне в атмосферата на Класическата античност (Ditirambi, L'oleandro), в тези на неговия роден Абруцо (I Pastori) и най-вече в тосканските пейзажи на Валдарно (Bocca d'Arno), района на Пиза и Версилия (La pioggia nel pineto). Към обичайните литературни (Овидий, Данте, Кардучи, символистите и т.н.) и философски (предимно Ницше) стимули в „Алкион“ се добавят в приносите на по-технически четива (от ботаническия речник на Тоедор Каруел до селскостопанските трактати на Паладий), които правят стихосбирката уникална в поетичната панорама на европейския 20 век. За някои критици ,Алкион“ започва да проправя пътя за друг абсолютен шедьовър на зрелия Д'Анунцио: „Ноктюрно“ (Notturno). Фундаментална в „Алкион“ е музикалността на лириката на поета, с широкото използване на ономатопеични думи, както в „Дъждът в боровата гора“ (La pioggia nel pineto).
Д'Анунцио и Джовани Пасколи – другият велик поет на Италианското декадентство, се познават лично и, въпреки че са много различни по характер и артистично, поетът уважава своя колега и дава положително мнение за текстовете на Пасколи. Пасколи от своя страна смята Д'Анунцио за свой по-малък и по-голям брат. След смъртта на Пасколи (1912 г.) Д'Анунцио му посвещава работата си „Съзерцание на смъртта“ (Contemplazione della morte).

### Политически речи
В годините непосредствено преди Първата световна война в колективния манталитет и културните кръгове на цяла Европа се налага широко разпространено оптимистично и екзалтирано отношение, често придружено от политико-идеологическо съдържание. Това общо състояние на ума, свързано с културния климат на Бел епок в началото на века, по-късно е преименувано на Свръхчовек, базирано на личен прочит на текстовете на Фридрих Ницше. Днес дебатът по тази тема все още не е приключил. Д'Анунцио усеща огромната сила, която може да се извлече от масмедиите и участва в това явление, докато не стане един от основните му поддръжници.
Физическото и жестово удоволствие от търсената дума, от звучността като самоцел, от материалността на звука, предложена като аспект на чувствеността, вече характеризират поетиката на стихосбирката му Laudi. Но с пиесите той развива стил, чиято цел е да завладее физически публиката във все по-директна и по-малко литературна връзка. Използвайки мита за Рим и обширната национална митология след Рисорджименто, той създава реторичен модул с борбен и елитарен вид едновременно: изоставянето на литературната проза и потапянето в колективния ритуал на войната се представя като опит за завладяване на тълпата, от една страна за да я доминира, от друга за да изчезне в нея, в идеалното пълно общение между Дуче и народ. И в тези речи народът приема импресионистичните форми на „струпано и пулсиращо човечество“, докато водачът е цар-философ, представян сега като пророк на отечеството.
Военната реторика на Д'Анунцио намира широк прием сред населението, очаровано от неговата харизма и аурата на мистицизма, която го заобикаля. По този начин той изработва въображение за интервенционистката пропаганда, която ще бъде предпоставката и прототипът на фашистката пропаганда в първия следвоенен период.

## Приноси към италианския език
Именно Д'Анунцио установява в Италия, сред многото варианти, използвани тогава, думата „автомобил“ (automobile) да е от женски род: прави това в писмо, изпратено до Джовани Аниели, който му е задал вечния въпрос: „Автомобилът е женски род. Той има изяществото, стройността, жизнеността на съблазнителка; той също има добродетел, непозната за жените: съвършено подчинение".
Д'Анунцио италианизира думата „сандвич“, като го нарича трамецино (tramezzino, „триъгълен сандвич“). Въвежда думите fusoliera („фюзелаж“), velivolo („самолет“), folla oceanica („огромна тълпа“), scudetto („скудето“), vigile del fuoco („пожарникар“) и beni culturali („културно наследство“).
Той измисля женските имена Кабирия за героинята на едноименния ням филм от 1914 г., за който пише сценария, и Орнела, както и Лиала – псевдонима на писателката на любовни романи Амалия Лиана Негрети Одескаки: „Ще те наричам Лиала, така че винаги да има крило [ala] в името ти“.
Д'Анунцио е този, който въвежда термина „незнаен воин“ (на итал. milite ignoto, от лат. miles ignotus).
Към края на Първата световна война, предвид италианската победа при Пиаве, той решава, че река Пиаве трябва да промени определителния си член: от la Piave (в ж. род) на il Piave (в м. род). Той има тази идея, за да отпразнува мъжката сила на реката, която устоява на врага, и Пиаве е издигната до свещената река на Родината.
През 1917 г. преименува известен универсален магазин в Милано на „Ринашенте“ (La Rinascente, „преродена“, „възродена“), с което име съществува и до днес.
През 20-те години възражда средновековния термин Perdonanza (прошка) за юбилея на Целестин V в Акуила.

## Габриеле Д'Анунцио и италианската реклама
Габриеле д'Анунцио също е сред първите рекламни „свидетели“ и създател на слогани или марки, предимно на гастрономически продукти, някои от които са свързани с неговия регион на произход Абруцо. През 1920 г. индустриалецът от Абруцо Луиджи Д'Амико е първият, който кара Д'Анунцио да опита неговото пароцо – традиционен десерт от региона, който той произвежда на индустриално ниво. Поетът, възхитен, написва мадригал на диалект – „Песента на пароцо“ ("La Canzone del parrozzo"), чийто текст все още присъства в опаковките за продажба на сладкиша.
В началото на 20 век поетът предлага името на ликьора „Aurum“, базиран на бренди и естракт от портокали, типични за Пескара, на основателя на фабриката Амедео Помилио, отнасяйки се до римския произход, приписван на рецептата. Думата идва от играта на латинските думи aurum, което означава злато, и aurantium, портокал.
И името „Ринашенте“ (La Rinascente, „преродена“, „възродена“), за едноименните настоящи универсални магазини в Милано и Рим, е предложено от Д'Анунцио на Сенаторе Борлети, когато Борлети поема търговската дейност, присъстваща там – складовете "Aux Villes d'Italie". Името по-късно се оказва особено подходящо, когато Ринашенте в Милано е напълно унищожен от пожар и след това възстановен.
Той е рекламен свидетел на Амаро Монтенегро, който дефинира „ликьор на добродетели“, и на Амарето ди Сароно.
Стартира своя собствена линия парфюми – Акуа Нунция (Acqua Nunzia).
Измисля името „Сайва“ (Saiwa) за едноименната компания за бисквити. Също измисля термина "fraglia", обединение на термините "fratellanza" („братство“) и "famiglia" („семейство“), което днес показва много ветроходни асоциации, включително Fraglia della Vela от Рива дел Гарда.
За новия герб на трентинското индустриално семейство Капрони, пионер на италианската авиация, производители на бомбардировачи, на които крал Виктор Емануил III дава титлата „Граф на Талиедо“ като признание за индустриални заслуги и подкрепа за военната индустрия по време на Първата световна война, Д'Анунцио измисля мотото, изписано над изображение на козел на два задни крака: "Senza cozzar dirocco": без да атакуват от земята (cozzar), удрят целите си (dirocco) от небето.

## Италианското кино и Д'Анунцио

### Първи контакти
Първите контакти на Д'Анунцио с киното са през 1909 г. Тогава той подписва договор, който го задължава да доставя на "SAFFI-Comerio", тогава Милано Филмс, шест оригинални сценарии годишно срещу 2000 лири за всеки плюс дял от приходите. Но той просрочва срока и през 1910 г. е осъден от Миланския съд да върне получения аванс, което успява да не направи, като бяга във Франция, за да избяга от този и други дългове.
Взаимоотношенията с торинския продуцент Артуро Амброзио, от друга страна, дават по-голям резултат. През 1911 г. писателят подписва договор с него в Париж, с който предвижда, срещу 4000 лири за всеки филм, изключителното правото за използване на 6 от неговите вече публикувани творби, сред които La figlia di Iorio, La nave, L'innocente и La fiaccola sotto il moggio, всички от които ще бъдат направени през 1911 и 1912 г. (някои от тях ще бъдат взети в следващите издания), но и в този случай той не предоставя сценариите, които след това са тогава са написани от Ариго Фруста.

### Мацист, новият герой на Д'Анунцио
Д'Анунцио създава и известния кинематографичен герой Мацист (Maciste). Между 1913 и 1914 г. той подписва филмов договор с режисьора Джовани Пастроне и актьора Бартоломео Пагано за създаването на италиански блокбъстър, който да съперничи на великите творби на американеца Дейвид Уорк Грифит. Темата е взета от романа „Картаген в пламъци“ на Емилио Салгари, от романа „Саламбо“ на Гюстав Флобер и от някои хроники на Ab Urbe Condita от Тит Ливий. Заглавието, избрано от самия Д'Анунцио, е Кабирия във връзка с името на главната героиня, „родена от огън“ във войната между Рим и Картаген.; обаче няма мъжки герой, който да се противопостави на нея. Изучавайки архивите на историята, Д'Анунцио открива един малко известен герой от Древна Гърция на име Мехистей: човек, за когото се казва, че е притежавал свръхчовешка сила. След това Д'Анунцио, подобно на съвременните Супермен и Спайдърмен, създава силен и отмъстителен герой, но с нежно сърце, посветено само на защитата на красивите жени и беззащитните от злоупотребите на могъщите и нечестивите. Така за филма се ражда Мацист, героят със златно сърце, на фона на печалния „Дон Кихот“ на Мигел де Сервантес и на благородните рицари от времето на Карл Велики и на Бретонския и Артуров цикъл на приключенските романи.
През 1915 г. Пагано и Пастроне, отново вдъхновени от темата за Д'Анунцио, заснемат филма „Мацист, добрият герой“ (Maciste, l'eroe buono). Тази фигура ще бъде звездата на много успешни неми филми от периода 1920-те – 1965 г. В оригиналните сценарии Мацист е настоящ докер (може би вдъхновен от реална фигура – един от хамалите  на Генуезкото пристанище), който побеждава бандити и жестоки предприемачи, докато от 1950-те до 1960-те години, с появата в Италия на пеплума и блокбъстърното кино, персонажът на Мацист е върнат назад във времето в епохата на Митологичната Гърция на Омир и Хезиод, като често се бърка в действията и сценариите със силния герой Херакъл (Херкулес).

### Филмография от и за Габриеле Д'Анунцио

#### Биографични филми
В допълнение към филмите, базирани на неговите произведения, Д'Анунцио като герой също се появява в биографични и исторически филми, като главен и второстепенен герой, сред които:
- Д'Анунцио, реж. Серджо Наска (1986)
- Лошият поет (Il cattivo poeta), реж. Джанлука Йодиче (2020)
- Тук се смея аз (Qui rido io), реж. Марио Мартоне (2021)

#### Филми по теми на Д'Анунцио и по негов сценарий
- Двамата братя (The Two Brothers, 1908), реж. Джеймс Стюарт Блектън
- Франческа да Римини (Francesca da Rimini, 1910), реж. Джеймс Стюарт Блектън (римейк)
- Дъщерята на Йорио (La figlia di Iorio, 1911), реж. Ариго Фруста
- Невинният (L'innocente, 1911), реж. Едоардо Бенчивенга
- Корабът (La nave, 1912), реж. Едоардо Бенчивенга
- Мона Лиза (Mona Lisa, 1912), реж. Луиджи Маджи
- Кабирия (Cabiria, 1914), реж. Джовани Пастроне
- Мацист (Maciste, 1915), реж. Луиджи Романо Борнието
- Дъщерята на дявола (The Devil's Daughter, 1915), реж. Франк Пауъл
- Кръстоносният поход на невинните (La crociata degli innocenti, 1917), реж. Алесандро Блазети
- Желязото (Il ferro, 1918), реж. Уго Фалена
- Корабът (La nave, 1921), реж. Габриелино Д'Анунцио (римейк)
- Престъплението на Джовани Епископо (Il delitto di Giovanni Episcopo, 1947), реж. Алберто Латуада
- Невинният (L'innocente, 1976), реж. Лукино Висконти

#### Други
Софткор еротичен филм от 1921 г., с надписи, приписвани на Габриеле Д'Анунцио (всъщност дело на двамата режисьори, които вместо това се преструват на неговия син Габриелино Д'Анунцио), има актьор-двойник сред главните герои, който играе монах, и се представя за самия Д'Анунцио.
Еротичният режисьор Тинто Брас обявява, че иска да направи филма Eja, eja, alalà, който да разкаже историята на нощта на Д'Анунцио преди подвига от Фиуме.

## Габриеле Д'Ануцио и масовата култура
- Певецът и текстописец от Абруцо Иван Грациани споменава Д'Анунцио два пъти в своите песни: в едноименното парче Gabriele D'Annunzio, което говори за груб селянин, който любопитно е омоним на известния поет, и в Signora bionda dei ciliegi, в който се споменава „диванът на Д'Анунцио“.[110] Освен това песента Il lupo e il bracconiere е вдъхновена от разказ на писателя.[111]
- Д'Анунцио е един от героите в историческия криминален роман на Джулио Леони от 2003 г. E trentuno con la morte...
- Д'Анунцио и подвигът от Фиуме са предмет на историческия роман Poeta al comando от 2003 г. на Алесандро Барберо
- Д'Анунцио е главният герой на книгата L'Attendente e il Vate[112] от 2001 г. (редактиранa от Франко Ди Тицио). Става въпрос за кореспонденцията между поета и неговия адютант Итало Росиньоли[113] (Палиано, 1857-1934). Публикуваните писма допринасят за задълбочено познаване на поета, всъщност представляват спомените и ежедневните свидетелства на тези, които са живели до него дълги години. „Когато не се биеше, той пишеше“, отбелязва Росиньоли: необикновеният живот на Поета-воин е кондензиран в това просто изречение. По време на периода, прекаран във Виториале дели италиани в Гардоне Ривиера, Итало пише дневник. Възнамерява да го даде на пресата, но Д'Анунцио му забранява да го публикува, докато е още жив. След смъртта му (1938 г.) адютантът пристъпва към нова машинописна чернова, озаглавена Memorie, която издателството Мондадори желае да публикува, но отпечатването е отменено поради избухването на Втората световна война. След смъртта на Арнолдо Мондадори целият материал, който притежава, е върнат на Виториале. Впоследствие първата публикация на „Мемоари“ е през 1949 г. в седмичника „Елефанте“, в пет части, след което е предложена отново през 1958 г. в три броя на периодичното издание „Инком“. Накрая е публикувано през май 2000 г. в брой 37 на „Ривиста Данунциана“, редактиран от Франко Ди Тицио. Кореспонденцията обхваща дълъг период от първата среща в Рим през 1915 г. до смъртта на поета през 1938 г., включително периода на подвига от Фиуме, и предлага нов поглед към частния живот на Д'Анунцио: щедър с онези, които вярно са му служили и с неговото семейство (до такава степен, че на сватбата на Итало поетът кани двойката във Виториале, като плаща за медения им месец, включително открита кола и фойерверки).
- D'Annunzio е заглавието на сингъл на инди групата Pop X, включен в албума Antille. Друга препратка към писателя и Виториале дели италиани от същата група присъства в песента pop per от албума ѝ PoPPEER.

## Улици и места, кръстени на Д'Анунцио
Много улици, площади и институции са посветени на Габриеле д'Анунцио в различни италиански общини, особено в Абруцо.
- Името му носи университетът в Киети и Пескара (на италиански: Università degli Studi „Gabriele d'Annunzio“).
- На него е кръстено летището в Бреша (на италиански: Aeroporto di Brescia-Montichiari „Gabriele d'Annunzio“).
- В негова чест чилийската поетеса Лусила Годой Алкаяга, носителка на Нобеловата награда за литература за 1945 г., включва личното му име в псевдонима си, Габриела Мистрал.
- В Рим му е посветен частен институт, а след 1945 г. и булевардът, който свързва Белведере Пинчо с Пиаца дел Пополо (наричан преди това Виале дел Пинчо).
- В Пескара на него са кръстени булевард в историческия квартал Портануова, класическата гимназия, провинциалната библиотека в сградата на правителството, монументалният театър на южната Ривиера с обелиска на Вичентино Микети младши, направен през 1963 г. по случай на 100-годишнината от рождението му, възпоменателен бюст на Пиаца Италия, парка с борова гора D'Avalos, Университетът на Киети-Пескара, заедно с бронзов бюст, съхраняван в Ректората.

## Габриеле Д'Анунцио и кулинарното изкуство
Разказва се как като подрастващ в Колеж „Чиконини“ Д'Анунцио е повел бунт срещу кюфтетата.

 
Поетът е известен като познавач на добрата кухня. Във Виториале дели италиани, когато се храни, той се изолира в Stanza della cheli. Това е богато украсена трапезария, където днес все още има бронзова костенурка, направена от черупката на костенурката на поета, умряла от лошо храносмилане на туберколи, като предупреждение за лакомията. 
Поетът обича да подарява на любовниците си сладкиши, шоколадови бонбони и марон гласè, които особено обича. За него храната е изискана и стимулираща метафора на съблазняването; тя предусеща, припомня или сублимира срещата на любовта: „Изискаността на храната помага за душевната хармония“, пише той.
Не цени много виното, предпочита обикновената вода, винаги възхвалявана в неговите композиции. Отлична е водата: стихът на Пиндар е изложен на стените на банята му във Виториале. Но през френския си период той пие вино (вина от Бордо и сред шампанското Mumm Cordon Rouge).
През годините си във Виториале обедите му се приготвят от Албина, венецианска икономка, наречена Суор Интингола (Света Топване), Суор Албина (Света Албина) и Санта Кучиниера (Света Готвачка), докато той се нарича Приор. Албина има задачата да изпълнява кулинарните желания на поета, докато Амели Мазойе, наречена „Аелис“, е икономка на слугините, наричани „Кларисинки“. От време на време пристигат и някои минаващи игуменки, т. е. обожателки и компаньонки, които трябва да задоволят сексуалните вкусове на Командира. Д'Анунцио също е и готвач: знае се за специален негов сос с риба тон: в свое писмо до Барбар Леони той пише: „Помниш ли, когато слизахме заедно по стълбите, носейки бутилките, бурканите и онзи прочут съд за сос от фабриката в Севър? Спомняш ли си колко се веселихме и как се смяхме и с колко целувки прекъсвахме историята? Спомняш ли си всичко? А също и за онзи чудодеен сос, който направих една вечер, като разчуквах парче риба тон в продължение на два часа?… И тогава, докато огромните чаши с кафе димяха, ти преследваше пеперудите с рубинени очи, които пърхаха около лампата. И чаках с нетърпение да кажеш накрая: Искаш ли да тръгваме? / И тогава започваше едно друго удоволствие...“.
Поетът е изумен от несравнимия вкус на Пармското кулатело (вид свинска шунка), произведено от неговия приятел Ренато Броци, че не може да не сподели усещанията, които му дава вкусването на „такова красив и мощен лъч на истинско изкуство".
Обича да се заобикаля с чаши от издухано, лакирано, рамкирано фино украсено стъкло, с уникални сребърни прибори: костенурки и пауни за отбелязване на места, инкрустирани със скъпоценни камъни, врабчета за клечки за зъби, изстисквачки на лимони за чинии, чашки за яйца във формата на пиленце. Обича ориз, почти сурово месо на скара, всякаква риба, яребици и еленско месо и трюфели. Сред сирената и кашкавалите предпочита качо, а сред сушените меса – саламът с пипер. Яде по 4-5 яйца на ден и е любител на пържолите. Яде плодове, варени или сурови, с всяко хранене и между храненията. Предпочита нектарини, грозде, мандарини, банани, но преди всичко ягоди. Харесва плодова салата от резени портокал и няколко капки ликьор. Когато не го наблюдават, обича да яде дузина сладоледи последователно; фаворитът му е лимоновото сорбе. Шоколадовите бонбони винаги са на негово разположение в чаша на бюрото му и той харесва пароцо – традиционен сладкиш от Абруцо толкова много, че му посвещава няколко стиха. Следобед обикновено пие чай или кафе и мляко (чая и кафето винаги в умерени количества). През последните си години се оттегля в кабинета си около полунощ и кара да му носят английски бисквити, печени ябълки и мляко. В три часа през нощта понякога се случва да изпраща на приятелите си шоколадови бонбони, цветя и покани за обяд за следващия ден.
Предпочита гостилниците пред големите ресторанти, като винаги хвали познанието, с което се приготвят ястията.

## Габриеле Д'Анунцио и музиката
Още от детството си Габриеле Д'Анунцио има доста близка връзка с музиката и взема уроци по пиано и цигулка по предложение на баща си. Той има цигулка от 17 век, вероятно дело на Якоб Щайнер – един от най-известните лютиери в Тирол. Писателят е по-близък до Гаспаро да Сало, отколкото до великия Антонио Страдивариус. Любовта към Сало и цигулката може да се види и в залите и градините на вилата му Виториале дели италиани. Част от градината ѝ има формата на цигулка и се нарича Градината на танците. Музикалната зала, която приютява интимните изпълнения на Луиза Бакара на пиано, първоначално носи името Стая на Гаспаро именно в чест на бащата на съвременната цигулка. Д'Анунцио също може да свири на китара и често прекарва следобеда с нея.
Той е много добър познавач на музикалното творчество: предпочита симфонизма на Лудвиг ван Бетховен, поезията за пиано на Фредерик Шопен и Роберт Шуман, лириката на Джузепе Верди и никога не забравя да обърне внимание на шедьоврите и на иновациите на Квинтетите на Згамбати, които Джовани Згамбати, ученик на Ференц Лист, изнася в Рим в присъствието на кралица Маргарита.

### Приятелства, партньорства и вражди
Той е близък приятел с Франческо Паоло Тости, т. нар. крал на романтиката. Д'Анунцио предоставя на Тости множество текстове за музика. Най-известният е един от шедьоврите на неаполитанската песен A vucchella. Написана от Д'Анунцио през 1892 г. след облог с Фердинандо Русо на масата в Канебе „Гамбринус“ в Неапол, тя става международен успех, когато е изпята от Енрико Карузо. Русо дава текста на Тости, който му написва мелодията и известната песен е публикувана от Рикорди през 1904 г. с датата на написване. Сред другите романси на Тости, със стихове на Д'Анунцио, също си струва да се спомене „Зората разделя от светлината сянката“ (L'alba separa dalla luce l'ombra), много известна лирика, взета от „Четирите песни на Амарант“. Д'Анунцио усеща стойността на оперния веризъм, но винаги се отнася неохотно към нея. Той нарича Пиетро Маскани „тартор“ и написва памфлет със същото заглавие, който се появява в неаполитанския вестник „Матино“ на 3 септември 1892 г. Д'Анунцио призовава за връщане към древната музикалност от класически произход.
Той става приятел на Джакомо Пучини и прави опит за сътрудничество с великия композитор за създаването на две исторически драми: Rosa di Cipro и La crociata dei fanciulli. Наскоро публикуваната кореспонденция между двамата показва точно тези две културни сили, всяка насочена към контакт, за да създадат абсолютен шедьовър.
Д'Анунцио също се свързва с диригента Артуро Тосканини и концертът, който Тосканини прави с оркестъра на Театър „Ла Скала“ през 1920 г. във Фиуме, е запомнящ се. Д'Анунцио пише на Тосканини през юни същата година: „...Елате в Италианско Фиуме, ако можете. Тук е най-шумният въздух в света днес. А душата на народа е симфонична като неговия оркестър. Легионерите очакват Боеца, който един ден да поведе воинския хор“. Тосканини е придружен до града на Д'Анунцио от Леоне Синигалия и Итало Монтемеци. Град Риека е нещо като музикален град. Музиката е най-интимният спътник на гражданите и в статута на града е записано: Excitat auroram, възбужда зората. Д'Анунцио казва на своите легионери след сутрешното упражнение: „Вижте го, вижте ръката, която държи скиптъра. Неговият скиптър е жезъл, лек като бъзова пръчка; и повдига големите вълни на оркестъра, освобождава големите порои на хармонията, отваря шлюзовете на големия поток, изкопава силите от дълбините и ги отвлича към върха, спира вълненията и ги свежда до шепот, прави светлина и сянка, има ясно време и бури, има траур и веселие“. Същата вечер има концерт, включващ музиката на Бетховен, Верди („Сицилианска вечерня“), Вагнер, Синигалия (Suite Piemonte) и Респиги (Le fontane di Roma). Връзката с Тосканини не приключва след подвига от Фиуме. Поетът често кани него и дъщеря му във вилата си.
Д'Анунцио дава много от своите текстове на музикалната сцена. Алберто Франкети пише музиката за Дъщерята на Йорио, а Рикардо Дзандонай прави от Франческа да Римини произведение с автентична стойност. Пиетро Маскани пише музиката за Паризина. За Пизанела и Корабът музика пише Илдебрандо Пицети, най-великият композитор, повлиян от Д'Анунцио, заедно с Джан Франческо Малипиеро и автор на Симфония на огъня за Кабирия – блокбъстърът, в който Д'Анунцио също сътрудничи. И чуждестранни композитори пишат музика за творбите му: музиката за Федър е композирана от Артур Онегер, а Клод Дебюси пише музиката за Le martyre de Saint Sébastien – езическа трагедия, смесена с християнски символи.
Дълбоко приятелство свързва твореца и с художника Адолфо де Каролис от Марке, негов любим илюстратор, на когото поверява илюстрирането на много литературни произведения, включително „Дъщерята на Йорио“, „Лауди“, „Франческа да Римини“, „Федра“ и „Ноктюрно“. Д'Анунцио е много взискателен за илюстрирането на своите издания и контролира стила и всеки детайл от произведението, за да им придаде изискан и скъп вид, следвайки примера на най-известните произведения на Ренесанса.

### Камерни композиции по текстове на Д'Анунцио
- Джан Франческо Малипиеро: 
  - I sonetti delle fate
- Алфредо Казела: 
  - La sera fiesolana
- Оторино Респиги: 
  - La sera;
  - La najade
  - Mattinata (Spandono le campane)
  - Sopra un'aria antica
  - O falce di luna calante
  - Un sogno
  - Van li effluvi de le rose da i verzieri
- Франческо Паоло Тости:
  -  'A vucchella (Sì, comm'a nu sciorillo)
  - Ancóra qualche rose è ne' rosai
  - Arcano! (Io credo udir tra li alberi un susurro)
  - Buon Capo d'Anno (O dame che le Folgori degli occhi)
  - Che dici, o parola del Saggio
  - Chi sei tu che mi parli ove non s'ode
  - Dorme la selva, e tra l'ombrose fronde
  - E quale cosa eguaglia ne la vita
  - En hamac (J'entends tomber des branches)
  - Visione (Il sole ride: le nubi serene)
  - In amaca (Mi cantano i rami)
  - In van preghi, in vano aneli
  - Arcano! (Io credo udir tra li alberi un susurro)
  - Notte bianca (La mia lunga romanza in mi minore)
  - L'alba separa dalla luce l'ombra
  - Lasciami! Lascia ch'io respiri, lascia
  - L'ora è tarda; deserto il mar si frange
  - Ma chi vide più larghi e più profondi
  - Mentre che fra le tende scolorate
  - Mi cantano i rami (In amaca)
  - Ninna nanna
  - Non pianger più. Torna il diletto figlio
  - Or dunque addio! Con le pupille ardenti
  - Perché ti neghi con lo sguardo stanco
  - Piangi, tu che hai nei grandi occhi la mia
  - Quanto ha dormito, il cembalo! Mancava
  - Se ancora col più dolce tuo sorriso (Por morire)
  - Settembre di': l'anima tua m'ascolta
  - Sogna, sogna, mia cara anima! Tutto
  - Tanto accadrà, ben che non sia d'aprile
  - Vorrei (Vorrei, allor che tu pallido e muto)
  - Vuol note o banconote?
- Макс Регер: 
  - Wenn lichter Mondenschein
- Леоне Синигалия: 
  - Canto dell'ospite (Si frangono l'acque odorose)
  - Sommerfahrt

### Пиеси и сценична музика по теми от Д'Анунцио
- Алберто Франкети: La figlia di Iorio, пасторална трагедия в 3 действия
- Рикардо Дзадонай: Francesca da Rimini, пиеса
- Пиетро Маскани: Parisina, лирическа трагедия в 4 действия
- Илдебрандо Пицети: Fedra ; La figlia di Iorio ; La Pisanella, сценична музика ; La nave, сценична музика
- Артур Онегер: Phaedre, сценична музика
- Клод Дебюси: Il martirio di San Sebastiano, сценична музика

### Музиката в творбите на Д'Анунцио
Повечето от писмените произведения на Д'Анунцио съдържат изрични препратки към музиката. Романът „Наслаждение“ скоро се превръща в свещен текст на Естетизма заедно с „Портретът на Дориан Грей“ на Оскар Уайлд и A rebours на Жорис-Карл Юисманс. Неговият герой – изтънченият и естет Андреа Сперели среща Елена Мути на концерт – жената, която ще обикне. Рамката на влюбването е Бетховен. „Лунната соната“ се превръща в символ и емблема на една любов, която избухва. Писателят увековечава магическия момент чрез нотките на продължително анданте. В романа има и други препратки към известни и неизвестни песни. Мария Ферес, втората любов на Сперели, е завършена пианистка, която изпълнява прелюдии от Бах и мечтателни пиеси от Шуман. Изглежда че Д'Анунцио почти се подиграва на читателите с малко познания за изкуството: в един пасаж се споменава Гавот на жълти дами на Жан-Филип Рамо, но французинът никога не е композирал произведение с това заглавие.
В „Тържеството на смъртта“ Джорджо Ауриспа, главният герой, се натъква на зала в своя дворец, пълна със спомени за музикалното изкуство. Друг музикален спомен от романа е споменът за операта на Вагнер „Тристан и Изолда“, в който главният герой се потапя в дълбок спомен, опитвайки се отново да се наслади на страстната и магическа сцена.
„Девствениците от скалите“ е единственият му роман, в който няма точна препратка към композициите, но музиката тук е дадена от възхвалата на звуковата красота, извираща от водата: „Водата вече не е вода; става изгубена душа, която вие, която се смее, която ридае, която заеква, която се подиграва, която се оплаква, която вика, която командва“.
В Taccuini и в Le faville del maglio има множество цитати от малко известни стари композитори, като двамата ферарски мадригалисти Филипо Николети и Джовани Марони. Тези цитати имат характер на игра на ерудиция и изследване на „редкия текст“, както е обяснено от Джан Франческо Малипиеро в есето му Ariel Musicale. И накрая, цялото поетично произведение е проникнато от изключителна музикалност, която може да се открие много ясно и в прозата на Д'Анунцио. Текстовете на „Електра“, от друга страна, съдържат известна почит към големите музикални таланти на Италия: Джузепе Верди и Винченцо Белини. „Алкион“ обаче е шедьовърът на лиричната музикалност на Д'Анунцио: достатъчно е да се помисли за величието на La pioggia nel pineto – най-великият пример за музикалната партитура на твореца.

### Д'Анунцио и Вагнер
Д'Анунцио публикува три статии през 1893 г.: на 23 юли, 3 и 9 август, във в. „Трибуна“, посветени на Случая Вагнер. В тези статии той официално приема защитата на композитора и се противопоставя на Фридрих Ницше, един от избраните от него философи. Д'Анунцио защитава модерната работа на Вагнер и казва: „Философът се поставя извън своето време, докато архитектът се връща към своето време. Но единият, макар и да прославя живота, варира в чисто спекулативна област; докато другият реализира своите абстракции в конкретната форма на произведението на изкуството... Следователно за Ницше авторът на „Парсифал“ не е архитект на музиката... той признава, че в това Вагнер с право може да ни се яви като творец и новатор от първи ред, безкрайно увеличил изразителната сила на музиката. Но концепцията е подчинена на хипотезата, че музиката понякога може да не е музика, а по-скоро език, един вид ancilla dramaturgica. Отстранете вагнеровата музика от защитата на театралния обектив – казва той – и ще имате просто лоша музика, най-лошата музика, която някога е съществувала. Тук е грубата грешка или безсмислената несправедливост. За мен и за моите връстници превъзходството на Рихард Вагнер се състои именно в това: че музиката му е до голяма степен красива и има висока и чиста художествена стойност, независимо от трудоемката театрална машинация и насложеното символично значение“
Музиката на Вагнер е толкова богато цитирана в „Тържеството на смъртта“, че „Тристан“ се превръща в източник на вдъхновение за операта, но и в лудост за главния герой. „Огънят“ е романът, в който музиката доминира. Един от героите е дори самият Рихард Вагнер – стар, на косъм от смъртта (в романа има препратки към Клаудио Монтеверди, Джулио Качини, симфонията „Ариадна“ на Бенедето Марчело, но немският композитор е истинският музикален герой)  Д'Анунцио се идентифицира с главния герой Стелио Ефрена като един от носителите на ковчега на Вагнер след смъртта му във Венеция, което в действителност не се е случило, тъй като писателят не е бил там през февруари 1883 г.

### Творчество
- La Riscossa, Bestetti e Tumminelli, Milano, 1918 (първо издание на военни речи, произнесени на италианския фронт от ноември 1917 до май 1918)
- Opera omnia, 49 тома, Mondadori, Milano 1927-36 (a cura dell'Istituto nazionale per l'ed. di tutte le opere di G. D'Annunzio)
- Opere, 10 тома, Mondadori, Milano 1931-35; ново изд. в 18 тома, ivi, 1932-37 (a cura di Egidio Bianchetti)
- Tutte le opere, 11 тома, Mondadori, Milano 1939-76 (a cura di Enrica Bianchetti e Roberto Forcella)
- Opere poetiche, 8  тома, Zanichelli, Bologna 1941-59 (a cura di Enzo Palmieri)
- Poesie, teatro, prose, Ricciardi, Milano-Napoli 1966; ново изд. Ist. della enciclopedia ital., Roma 2007 (a cura di Mario Praz e Ferdinando Gerra)
- La violante dalla bella voce, Mondadori, Milano 1970 (a cura di Eurialo De Michelis)
- Poesie, Garzanti, Milano 1978 (a cura di Federico Roncoroni)
- Parisina, Raffaelli, Rimini 2007 (a cura di Walter Raffaelli)
- Francesca da Rimini, Raffaelli, Rimini 2012 (илюстрации на Adolfo De Carolis del 1902)
- La figlia di Iorio, Mondadori, Milano 1980 (a cura di Eurialo De Michelis)
- Favole mondane, Garzanti, Milano 1981 (a cura di Federico Roncoroni)
- Versi d'amore e di gloria, introduzione di Luciano Anceschi, 2 voll., "I Meridiani" Mondadori, Milano 1982-84 (a cura di Annamaria Andreoli e Niva Lorenzini)
- Prose, Garzanti, Milano 1983 (a cura di Federico Roncoroni)
- Alcyone, ed. critica a cura di Pietro Gibellini, Garzanti, Milano 1988
- Prose di romanzi, introduzione di Ezio Raimondi, 2 voll., "I Meridiani" Mondadori, Milano 1988-89 (a cura di Annamaria Andreoli e Niva Lorenzini)
- Tutte le novelle, "I Meridiani" Mondadori, Milano 1992 (a cura di Annamaria Andreoli e Marina De Marco)
- Lettere a Georges Herelle: 1891-1913, Palomar, Bari, 1993 (a cura di Maria Giovanna Sanjust)
- Gabriele D'Annunzio, Siamo spiriti azzurri e stelle. Diario inedito (17-27 agosto 1922), Pietro Gibellini (a cura di), Firenze, Giunti Editore, 1995
- Gianni Oliva (a cura di), Tutte le poesie, ed. integrale, Roma, Newton Compton, 1995
- Scritti giornalistici, 2 voll., "I Meridiani" Mondadori, Milano 1996-2003 (a cura di Annamaria Andreoli)
- Il fastello della mirra, Vallecchi, Firenze, 2004 (a cura di Angelo Piero Cappello), ISBN 88-8427-029-4
- Elegie romane, "Oscar" Mondadori, Milano, 2005 (a cura di Maria Giovanna Sanjust)
- Prose di ricerca, "I Meridiani" Mondadori, Milano 2005 (a cura di Annamaira Andreoli e Giorgio Zanetti)
- Tragedie, sogni, misteri, 2 тома, "I Meridiani" Mondadori

- Gabriele D'Annunzio, Merope, Milano, Fratelli Treves, 1912
- Gabriele D'Annunzio, Notturno, In Milano, presso i Fratelli Treves, 1921
- Gabriele D'Annunzio, Piacere, Milano, Fratelli Treves, 1896

### Биографии
- Federico Vittore Nardelli, L'Arcangelo. Vita e miracoli di Gabriele d'Annunzio, Milano, Casa editrice Alberto Stock, 1931
- Amedeo Rapagnetta, La vera origine familiare e il vero cognome del poeta abruzzese Gabriele D'Annunzio, Lanciano, Carabba, 1938
- Guglielmo Gatti, Vita di Gabriele d'Annunzio, Firenze, Sansoni, 1988 [1956]
- Philippe Jullian, D'Annunzio, Tattilo Editrice, 1974. Edizione originale Fayard, Paris, 1971
- Paolo Alatri, D'Annunzio, Torino, UTET, 1983
- Marcello Carlino, D'ANNUNZIO, Gabriele, in Dizionario biografico degli italiani, vol. 32, Roma, Istituto dell'Enciclopedia Italiana, 1986
- Antonio Spinosa, Il poeta armato, Milano, Mondadori, 1987
- Piero Chiara, Vita di Gabriele D'Annunzio, Milano, Mondadori, 1978
- Ferruccio Ulivi, D'Annunzio, Milano, Rusconi, 1988
- Annamaria Andreoli, Il vivere inimitabile. Vita di Gabriele D'Annunzio, Milano, Mondadori, 2000
- Vittorio Martinelli, La guerra di D'Annunzio. Da poeta e dandy a eroe di guerra e 'Comandante', Udine, Gaspari, 2001
- Giordano Bruno Guerri, D'Annunzio, l'amante guerriero, Milano, Mondadori, 2008
- Giordano Bruno Guerri, La mia vita carnale. Amori e passioni di Gabriele D'Annunzio, Mondadori, 2013
- Michael Arthur Ledeen, D'Annunzio: the First Duce, New Jersey, Transaction Publishers, 2001
- Lucy Hughes-Hallett, Gabriele d'Annunzio: Poet, Seducer, and Preacher of War. 2013 ISBN 0-307-26393-2
- J.R. Woodhouse, Gabriele D'Annunzio: Defiant Archangel. 2001 ISBN 0-19-818763-7

### Критика
- Michael A. Ledeen, D'Annunzio: The First Duce. ISBN 0-7658-0742-4
- Anthony Rhodes, D'Annunzio: The Poet as Superman. ISBN 0-8392-1022-1
- Paolo Valesio, Gabriele D'Annunzio: The Dark Flame (trans. by Marilyn Migiel) ISBN 0-300-04871-8
- Alfredo Bonadeo, D'Annunzio and the Great War. Fairleigh Dickinson University Press, 1995, ISBN 0-8386-3587-3
- Tom Antongini, D'Annunzio. William Heinemann, 1938
- Matteo Veronesi, Il critico come artista dall'estetismo agli ermetici. D'Annunzio, Croce, Serra, Luzi e altri, Bologna, Azeta Fastpress, 2006 ISBN 88-89982-05-5
- AA.VV., La letteratura italiana, vol. 16, Udine, RCS - Corriere della Sera, 2005. Titolo originale dell'opera: Natalino Sapegno ed Emilio Cecchi (a cura di), Storia della letteratura italiana, Garzanti, Milano 2001 e De Agostini Editore, Novara 2005
- Gabriella Albertini, Le Martyre de Saint-Sébastien, Lanciano, Editrice Quadrivio, 1962
- Gabriella Albertini, Scene e immagini nell'opera dannunziana, Sambuceto (CH), Tipografia Mancini, 2012
- Annamaria Andreoli, D'Annunzio, il Mulino, Bologna 2004
- Giorgio Barberi Squarotti, Invito alla lettura di D'Annunzio, Mursia, Milano 1982
- Renato Barilli, D'Annunzio in prosa, Mursia, Milano 1993
- Adriano Bassi, Caro Maestro (D'Annunzio e i musicisti), De Ferrari Editore, Genova 1997
- Andrea Borella, Annuario della Nobiltà Italiana, vol. 1, ed. XXXI, Teglio, SAGI, 2010
- Giuseppe Antonio Borgese, D'Annunzio, Ricciardi, Napoli 1909, n. ed. Mondadori, Milano 1983 (a cura di Anco Marzio Mutterle)
- Pietro Benzoni, Identità definite per contrasto, in D'annunzio come personaggio nell'immaginario italiano ed europeo (1938-2008), Luciano Cureri (a cura di), Bruxelles, P.I.E. Peter Lang, 2008
- Salvatore Calasso, Speciale movimenti moderni - La Reggenza del Carnaro (PDF), in Il Covile - Anno XI, n. 627, 2011, pp. 1-13, ISSN 2279-6924
- Fulvio Conti, Storia della massoneria italiana. Dal Risorgimento al fascismo, Bologna, Il Mulino, 2003
- Renzo De Felice, D'Annunzio politico: 1918-1938, Bari, Laterza, 1978
- Cesare Giuseppe De Michelis, D'Annunzio, la Russia, l'Unione Sovietica, in Quaderni dannunziani - Nuova serie n. 1-2: D'Annunzio politico: Atti del Convegno (Il Vittoriale, 9-10 ottobre 1985), a cura di Renzo De Felice - Pietro Gibellini, Milano, Garzanti, 1987, pp. 311
- Eurialo De Michelis, Tutto D'Annunzio, Milano, Giangiacomo Feltrinelli Editore, 1960
- Eurialo De Michelis, Roma senza lupa: nuovi studi sul D'Annunzio, Roma, Bonacci, 1976
- Eurialo De Michelis, Guida a D'Annunzio, Meynier, Torino 1988
- Gianfranco De Turris (a cura di), Esoterismo e Fascismo, Roma, Edizioni Mediterranee, 2006
- Francesco D'Episcopo, "D'Annunzio napoletano e antidannunzianesimo meridionale. A 150 anni dalla nascita e a 75 dalla morte del poeta", Introduzione di Mario Gabriele Giordano, Avellino, Sabatia, 2013 ("Riscontri", XXXV, 1-2)

- Arnaldo Di Benedetto, Verga, D'Annunzio, Pirandello, Fògola, Torino, 1994
- Francesco Di Ciaccia (a cura di), D'Annunzio e le donne al Vittoriale - Corrispondenza inedita con l'infermiera privata Giuditta Franzoni, Presentazione di Pietro Ghibellini, Milano, Asefi Terziaria, 1996
- Armando Ermini, Speciale movimenti moderni - Bilancio. (PDF), in Il Covile - Anno XI, n. 627, 2011, pp. 13-16
- Francesco Flora, D'Annunzio, Ricciardi, Napoli 1926, n. ed. Principato Editore, Messina-Milano 1935
- Arnaldo Fortini, D'Annunzio e il francescanesimo, Assisi, Assisi 1963; ed. anastatica Lions Club, Assisi 2005
- Mimmo Franzinelli e Paolo Cavassini, Fiume, l'ultima impresa di D'Annunzio, in Collana Le scie, Segrate, Arnoldo Mondadori Editore, 2009
- Enrico Galmozzi, Il soggetto senza limite. Interpretazione del dannunzianesimo, Barbarossa, Milano 1994
- Alfredo Gargiulo, D'Annunzio. Napoli, Perrella, 1912. N. ed. Sansoni, Firenze 1941
- Marilena Giammarco, La parola tramata. Progettualità e invenzione nel testo di D'Annunzio, Roma, Carocci, 2003
- Ottaviano Giannangeli, Metrica e significato in D'Annunzio e Montale, Chieti, Solfanelli, 1988
- Ottaviano Giannangeli, D'Annunzio e l'Abruzzo. Storia di un rapporto esistenziale e letterario, Chieti, Solfanelli, 1988
- Valeria Giannantonio, Tra metafore e miti. Poesia e teatro in D'Annunzio, Napoli, Liguori Editore, 2011
- Aldo Giudice e Giovanni Bruni, Problemi e scrittori della letteratura italiana, 3, tomo secondo, Torino, Paravia, 1981
- Franco Lanza, D'Annunzio e Serra negli incunaboli e altri saggi di letteratura del Novecento", IPL, Milano 1973
- Franco Lanza, D'Annunzio bizantino, Edizioni Otto/Novecento, Azzate (Varese) 1982
- Adriano Lualdi, D'Annunzio e la musica, in Piazza delle Belle Arti, 5 - Rassegna 1957-1958 dell'Accademia Nazionale Luigi Cherubini di musica, lettere e arti figurative, Milano, Scuola tipografica Figli della Provvidenza, 1959
- Giorgio Luti, La cenere dei sogni. Studi dannunziani, Nistri-Lischi, Pisa 1973
- Emilio Mariano, Il sentimento del vivere ovvero Gabriele D'Annunzio, Mondadori, Milano 1962
- Attilio Mazza, D'Annunzio sciamano, Milano, Bietti, 2002
- Vincenzo Morello, D'Annunzio, Società libraria editrice nazionale, Roma 1910
- Vito Moretti, D'Annunzio pubblico e privato, Marsilio, Venezia, 2001
- Gianni Oliva, D'Annunzio e la malinconia, Bruno Mondadori, Milano, 2007
- Pietro Pancrazi, Studi sul D'Annunzio, Giulio Einaudi Editore, Torino, 1939
- Giuseppe Papponetti, Il vivere inimitabile. Saggi dannunziani, Alle Case Pente, Sulmona 1997
- Ettore Paratore, Studi dannunziani, Morano, Napoli 1966
- Nicoletta Pireddu, "Io ho quel che ho donato": nel circolo virtuoso del kurios dannunziano, in Antropologi alla corte della bellezza. Decadenza ed economia simbolica nell'Europa fin de siècle, Verona, Fiorini, 2002, pp. 375–448
- Mario Praz, La carne, la morte e il diavolo nella letteratura romantica, Sansoni, Firenze 1935 (prima ed. 1930)
- Giacomo Properzj, Natale di sangue. D'Annunzio a Fiume, Mursia, Milano 2010
- Ezio Raimondi, Una vita come opera d'arte (1969), in Il silenzio della Gorgone, Zanichelli, Bologna 1980
- Gaetano Salvemini, Scritti sul fascismo, a cura di Roberto Vivarelli, vol. 1, Milano, Feltrinelli, 1961
- Marta Sambugar e Gabriella Sala', Moduli e percorsi di letteratura italiana ed europea, 2 - Il Novecento, Firenze, La Nuova Italia, 2001
- Emanuella Scarano Lugnani, D'Annunzio, (1976), Roma-Bari, Laterza, 1981
- Riccardo Scrivano, Dopo il naturalismo. Esercizi di lettura su D'Annunzio e Svevo, Roma, Nuova cultura, 1996
- Fulvio Senardi, Il punto su D'Annunzio, Roma-Bari, Laterza, 1989
- Silvana Sinisi, La scrittura segreta di D'Annunzio, Roma, Bulzoni Editore, 2007
- Guy Tosi, D'Annunzio e la cultura francese. Saggi e studi (1942-1987), a cura di Maddalena Rasera, con prefazione di Gianni Oliva, Lanciano, Carabba, 2013, 2 voll.
- Agazio Trombetta, La via marina di Reggio: il volto e l'anima tra passato e presente, Reggio Calabria, Culture, 2001
- Angela Tumini, Il mito nell'anima. Magia e folklore in D'Annunzio, traduzione di Eleonora Sasso, postfazione di Gianni Oliva, Lanciano, Carabba, 2004
- Steno Vazzana, Il gesto di Perseo. Il teatro di Gabriele D'Annunzio, Nuova Impronta, Roma, 1990
- Gioacchino Volpe, Gabriele D'Annunzio, Giardini, Pisa, 1959